# Benjamin Britten
Edward Benjamin Britten (Lowestoft, Inglaterra, 22 de noviembre de 1913-Aldeburgh, Inglaterra, 4 de diciembre de 1976) fue un compositor, director de orquesta y pianista británico. Fue una figura central de la música británica del siglo XX, con una colección de obras que incluye ópera, otra música vocal y piezas orquestales y de cámara. Entre sus obras más conocidas figuran la ópera Peter Grimes (1945), el Réquiem de guerra (1962) y la pieza orquestal The Young Person's Guide to the Orchestra (1945).
Hijo de un dentista, Britten demostró talento desde muy joven. Estudió en el Royal College of Music de Londres y de forma privada con el compositor Frank Bridge. Llamó la atención del público por primera vez con la obra coral a capela A Boy Was Born, en 1934. Con el estreno de Peter Grimes en 1945, saltó a la fama internacional. En los veintiocho años siguientes escribió catorce óperas más, consolidándose como uno de los principales compositores del siglo XX en este género. Además de óperas a gran escala para el Sadler's Wells y el Covent Garden, escribió óperas de cámara para grupos pequeños, adecuadas para su representación en salas de tamaño modesto. Una de las más conocidas es Otra vuelta de tuerca (1954). Entre los temas recurrentes de sus óperas figuran la lucha de un forastero contra una sociedad hostil y la corrupción de la inocencia.
Las demás obras de Britten abarcan desde música orquestal a coral, vocal solista, de cámara e instrumental, así como música para películas. Se interesó mucho por escribir música para niños e intérpretes aficionados, como la ópera El diluvio de Noé, una Missa Brevis y la colección de canciones Friday Afternoons. A menudo componía pensando en intérpretes concretos. Su musa más frecuente e importante fue su pareja personal y profesional, el tenor Peter Pears; otras fueron Kathleen Ferrier, Jennifer Vyvyan, Janet Baker, Dennis Brain, Julian Bream, Dietrich Fischer-Dieskau, Osian Ellis y Mstislav Rostropóvich. Britten fue un célebre pianista y director de orquesta, que interpretó muchas de sus propias obras en concierto y en disco. También interpretó y grabó obras de otros, como los Conciertos de Brandemburgo de Bach, sinfonías de Mozart y ciclos de canciones de Schubert y Schumann.
Junto con Pears y el libretista y productor Eric Crozier, Britten fundó el Festival anual de Aldeburgh en 1948, y fue responsable de la creación de la sala de conciertos Snape Maltings en 1967. En su último año de vida, fue el primer compositor en recibir el título de noble vitalicio.

## Biografía

### Primeros años

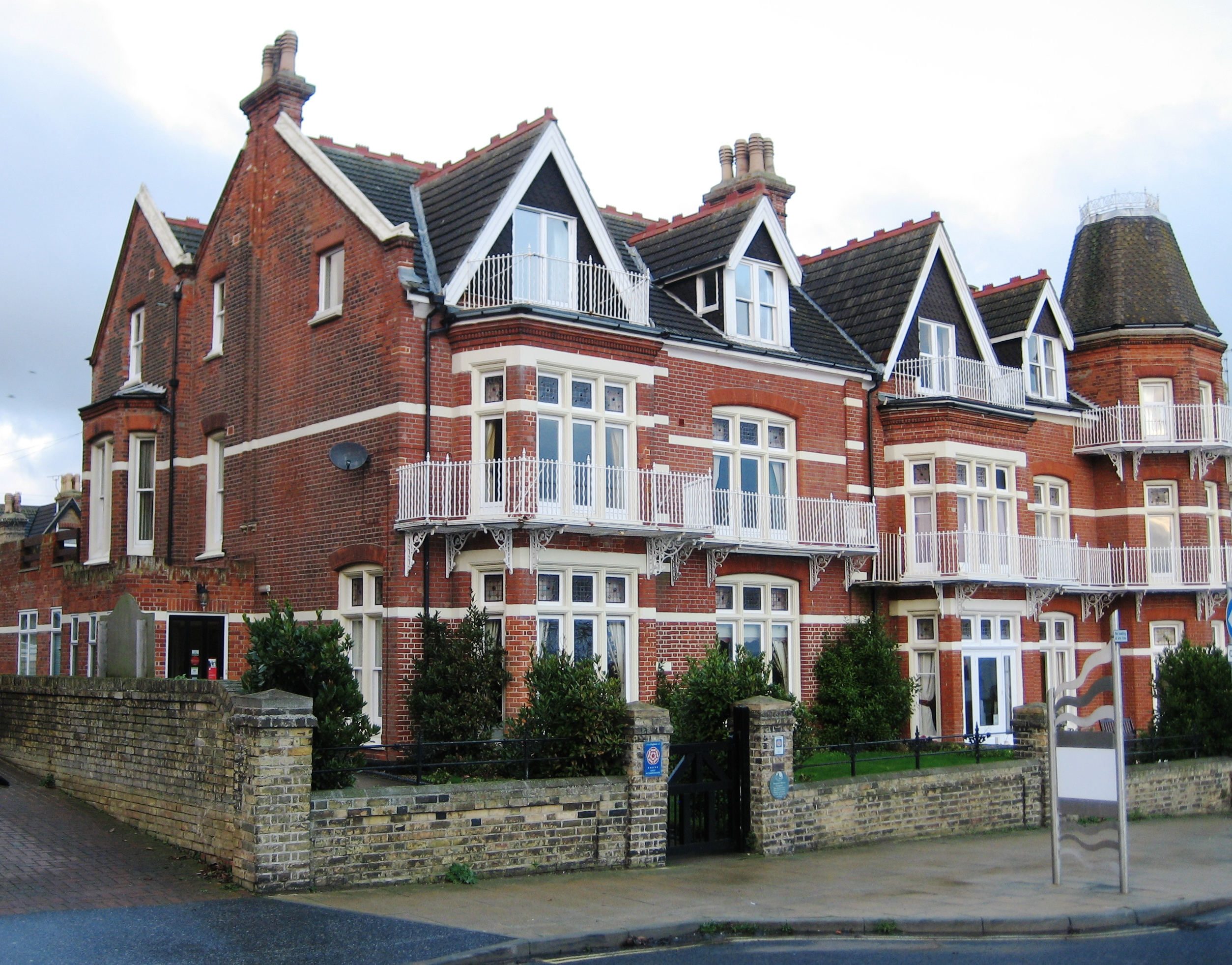
La casa natal de Britten en Lowestoft, que fue el hogar de la familia Britten durante más de veinte años.

Britten nació el día de Santa Cecilia, patrona de la música. Era el menor de los cuatro hijos de Robert Victor Britten (1877-1934) y su esposa Edith Rhoda, de soltera Hockey (1874-1937). La ambición de juventud de Robert Britten de convertirse en agricultor se vio frustrada por la falta de capital, y en su lugar se formó como dentista, profesión que ejerció con éxito, pero sin placer. Mientras estudiaba en el Hospital Charing Cross de Londres, conoció a Edith Hockey, hija de un funcionario del Ministerio del Interior británico. Se casaron en septiembre de 1901 en la iglesia Plaza de San Juan, en la capital británica.
El consenso entre los biógrafos de Britten es que su padre era un progenitor cariñoso, pero algo severo y distante. Benjamin, según su hermana Beth, «se llevaba bien con él y compartía su irónico sentido del humor, su dedicación al trabajo y su capacidad para tomarse molestias». Edith Britten era una talentosa música aficionada y secretaria de la Sociedad Musical de Lowestoft. En las provincias inglesas de principios del siglo XX, las distinciones de clase social se tomaban muy en serio. Britten describió a su familia como de «clase media muy corriente», pero había aspectos de los Britten que no lo eran: el padre de Edith era hijo ilegítimo y su madre alcohólica; Robert Britten era agnóstico y se negaba a ir a la iglesia los domingos. La música era el principal medio por el que Edith Britten se esforzaba por mantener la posición social de la familia, invitando a los pilares de la comunidad local a veladas musicales en la casa.
Cuando Britten tenía tres meses, contrajo neumonía y estuvo a punto de morir. La enfermedad le dañó el corazón  y los médicos advirtieron a sus padres de que probablemente nunca podría llevar una vida normal. Se recuperó mejor de lo esperado y de niño fue un gran jugador de tenis y cricket. Para alegría de su madre, Britten era un niño muy musical, a diferencia de sus hermanas, que heredaron la indiferencia de su padre hacia la música, mientras que su hermano Robert, aunque tenía talento musical, sólo se interesaba por el ragtime. Edith dio al joven Benjamin sus primeras lecciones de piano y notación. Hizo sus primeros intentos de composición a los cinco años, empezó a tocar el piano a los siete y, tres años más tarde, comenzó a tocar la viola. Fue uno de los últimos compositores criados exclusivamente con música en directo: su padre se negó a tener un gramófono o, más tarde, una radio en casa.

### Educación

#### Lowestoft

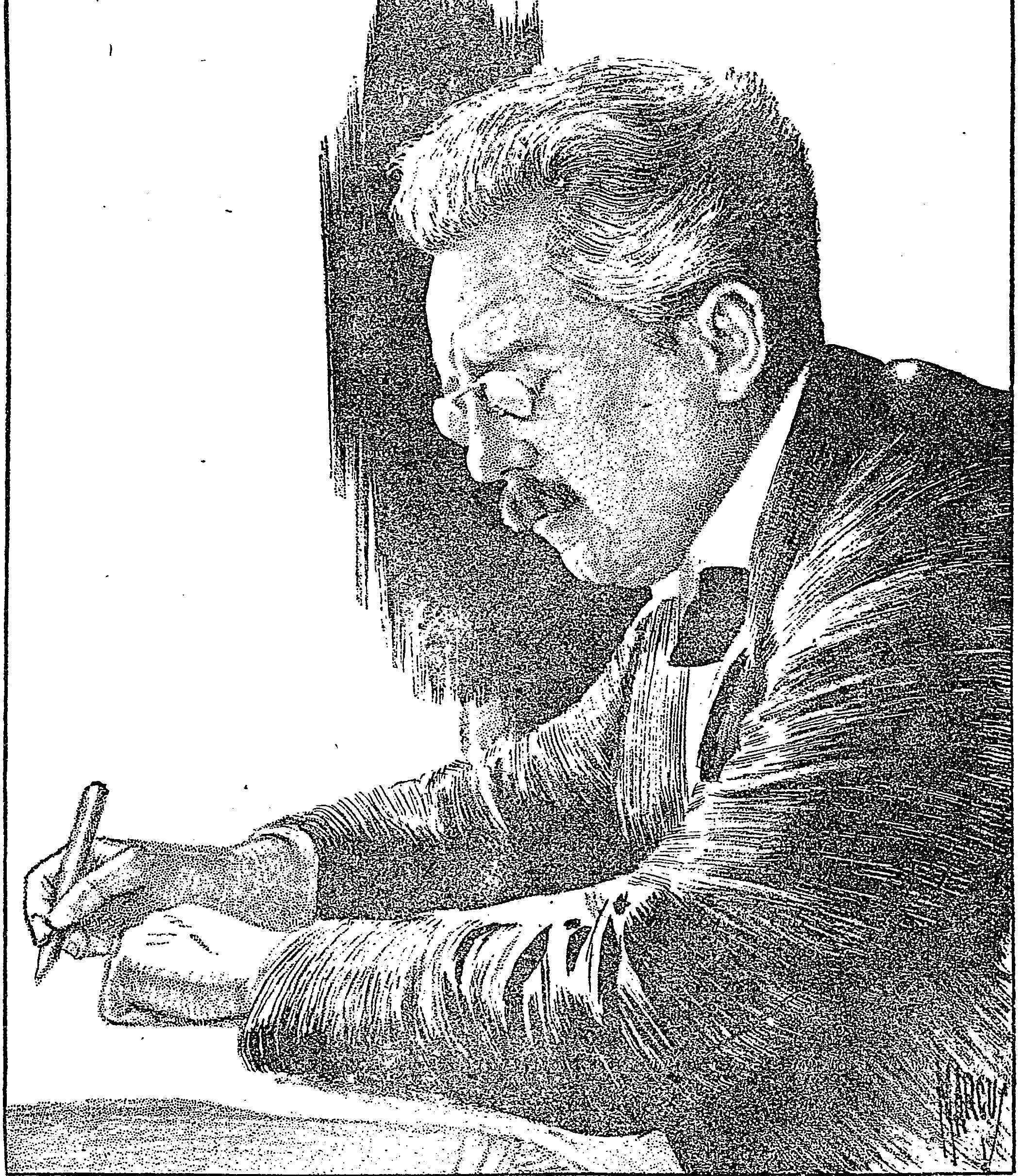
En su juventud, Britten recibió lecciones de Frank Bridge.

A los siete años Britten fue enviado a una escuela de señoritas, dirigida por Misses Astle. La hermana menor, Ethel, le daba clases de piano; en su vida posterior dijo que seguía agradecido por la excelencia de su enseñanza. Al año siguiente pasó a una escuela preparatoria, South Lodge, como alumno internado. El director, Thomas Sewell, era un disciplinario a la antigua usanza; el joven Britten estaba indignado por los severos castigos corporales que se le aplicaban con frecuencia y más tarde dijo que su pacifismo del resto de su vida probablemente tuvo sus raíces en su reacción al régimen de la escuela. Él mismo rara vez caía mal a Sewell, matemático, asignatura en la que Britten era un alumno estrella. El colegio no tenía tradición musical y Britten siguió estudiando piano con Ethel Astle. A partir de los diez años recibió clases de viola de una amiga de su madre, Audrey Alston, que había sido intérprete profesional antes de casarse. En su tiempo libre componía prolíficamente. Cuando en 1956 se grabó su Simple Symphony, basada en esta obra juvenil, Britten escribió este retrato a bolígrafo de su juventud para la nota de presentación:

Once upon a time there was a prep-school boy. ... He was quite an ordinary little boy ... he loved cricket, only quite liked football (although he kicked a pretty "corner"); he adored mathematics, got on all right with history, was scared by Latin Unseen; he behaved fairly well, only ragged the recognised amount, so that his contacts with the cane or the slipper were happily rare (although one nocturnal expedition to stalk ghosts left its marks behind); he worked his way up the school slowly and steadily, until at the age of thirteen he reached that pinnacle of importance and grandeur, never to be quite equalled in later days: the head of the Sixth, head-prefect, and Victor Ludorum. But - there was one curious thing about this boy: he wrote music. His friends bore with it, his enemies kicked a bit but not for long (he was quite tough), the staff couldn't object if his work and games didn't suffer. He wrote lots of it, reams and reams of it.
Érase una vez un niño de preescolar. ... Era un niño bastante corriente ... le encantaba el cricket, sólo le gustaba un poco el fútbol (aunque pateaba un bonito «córner»); adoraba las matemáticas, se llevaba bien con la historia, le asustaba el latín oculto; se comportaba bastante bien, sólo hacía las gamberradas reconocidas, de modo que sus contactos con la vara o la zapatilla eran felizmente raros (aunque una expedición nocturna para acechar fantasmas dejó sus huellas); ascendió en la escuela lenta y constantemente, hasta que a la edad de trece años alcanzó ese pináculo de importancia y grandeza, que nunca sería igualado en días posteriores: director del Sexto, prefecto y Victor Ludorum. Pero había algo curioso en este chico: escribía música. Sus amigos lo soportaban, sus enemigos pataleaban un poco, pero no por mucho tiempo (era bastante duro), el personal no podía oponerse si su trabajo y sus juegos no se resentían. Escribía mucho, montones y montones de música.

Audrey Alston animó a Britten a asistir a conciertos sinfónicos en Norwich. En uno de ellos, durante el festival trienal de Norfolk y Norwich en octubre de 1924, escuchó el poema orquestal de Frank Bridge The Sea, dirigido por el compositor. Era la primera pieza importante de música moderna con la que se encontraba y, según sus propias palabras, le dejó «boquiabierto». Audrey Alston era amiga de Bridge; cuando éste regresó a Norwich para el siguiente festival, en 1927, llevó a su alumno, que aún no había cumplido los 14 años, a conocerle. Bridge quedó impresionado con el chico y, tras repasar juntos algunas de las composiciones de Britten, le invitó a ir a Londres para recibir clases suyas. Robert Britten, apoyado por Thomas Sewell, dudaba de la conveniencia de seguir una carrera como compositor; se llegó a un acuerdo por el que Britten continuaría, como estaba previsto, en su escuela pública al año siguiente, pero haría regularmente viajes de un día a Londres para estudiar composición con Bridge y piano con su colega Harold Samuel.
Bridge inculcó a Britten la importancia de prestar una atención escrupulosa a la técnica de la composición  y la máxima de que «debes encontrarte a ti mismo y ser fiel a lo que has encontrado». Las primeras obras importantes que Britten compuso mientras estudiaba con Bridge son el Cuarteto de cuerda en fa, terminado en abril de 1928, y las Quatre Chansons Françaises, un ciclo de canciones para voz aguda y orquesta. Los expertos difieren sobre el grado de influencia de Bridge en la técnica de su alumno. Humphrey Carpenter y Michael Oliver opinan que las habilidades de Britten como orquestador eran esencialmente autodidactas; Donald Mitchell considera que Bridge ejerció una importante influencia en el ciclo.

#### Escuela pública y Royal College of Music

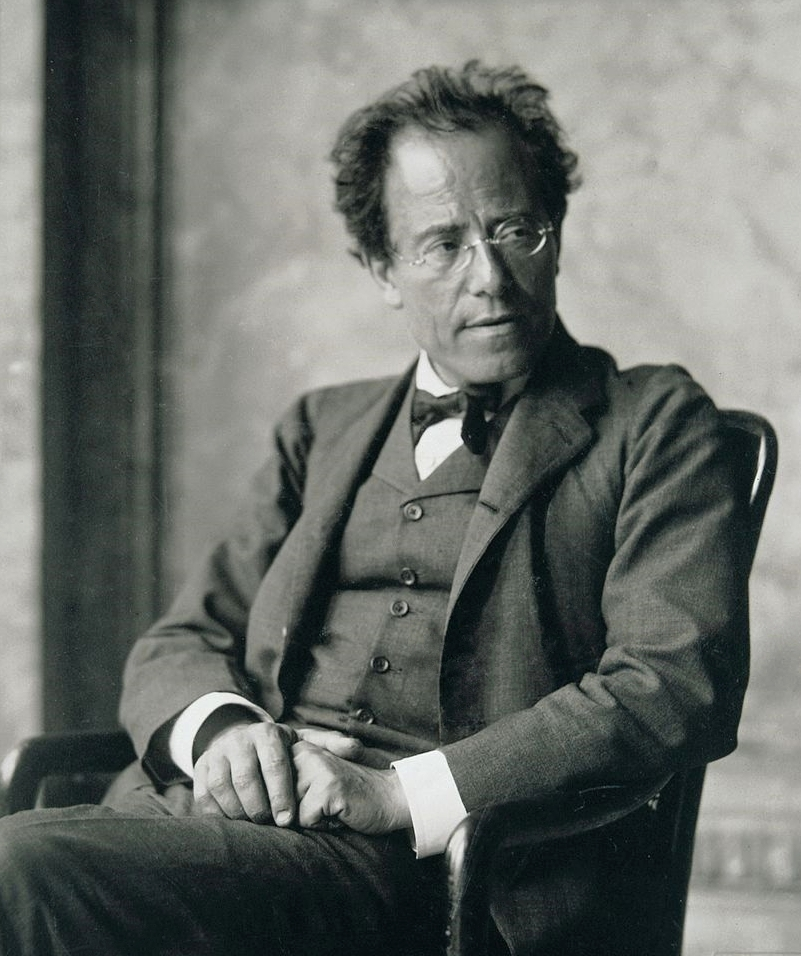
La música de Gustav Mahler influyó a Britten durante su etapa estudiantil.

En septiembre de 1928, Britten ingresó como interno en la Escuela Gresham, en Holt (Norfolk). Por aquel entonces se sentía infeliz allí, e incluso escribió en su diario que había pensado en suicidarse o huir: odiaba estar separado de su familia, sobre todo de su madre; despreciaba al maestro de música; y le escandalizaba la prevalencia del acoso escolar, aunque él no era el blanco. Permaneció allí dos años y en 1930 obtuvo una beca de composición en el Royal College of Music (RCM) de Londres; sus examinadores fueron los compositores John Ireland y Ralph Vaughan Williams y el profesor de armonía y contrapunto del colegio, S. P. Waddington.
Britten estuvo en el RCM de 1930 a 1933 y estudió composición con Ireland y piano con Arthur Benjamin. Ganó el Premio Sullivan de composición, el Concurso Cobbett de música de cámara y fue dos veces ganador del Premio Ernest Farrar de composición. A pesar de estos honores, no quedó muy impresionado por el centro: sus compañeros de estudios le parecían «aficionados y campechanos» y el personal «inclinado a sospechar que la brillantez técnica era superficial e insincera». Otro alumno de Ireland, el compositor Humphrey Searle, dijo que Ireland podía ser «un profesor inspirador para los que estaban en su misma onda»; Britten no lo estaba, y aprendió poco de él. Siguió estudiando en privado con Bridge, aunque más tarde elogió a Ireland por «cuidarme muy suavemente durante una adolescencia musical muy, muy difícil».
Britten también aprovechó su estancia en Londres para asistir a conciertos y conocer mejor la música de Stravinski, Shostakóvich y, sobre todo, Mahler. Su intención era realizar estudios de posgrado en Viena con Alban Berg, alumno de Arnold Schönberg, pero sus padres, aconsejados por el personal del RCM, acabaron disuadiéndole.
Las primeras composiciones de su autoría que llamaron la atención las compuso durante su estancia en el RCM: Sinfonietta, op. 1 (1932), el cuarteto para oboe Phantasy Quartet, op. 2, dedicado a Léon Goossens, que lo estrenó en una emisión de la BBC el 6 de agosto de 1933, y una selección de variaciones corales, A Boy Was Born, escritas en 1933 para los BBC Singers, que las estrenaron al año siguiente. En ese mismo periodo, escribió Friday Afternoons, una colección de doce canciones para los alumnos de la Clive House School de Prestatyn, de la que su hermano era director.

### Primeros años de vida profesional

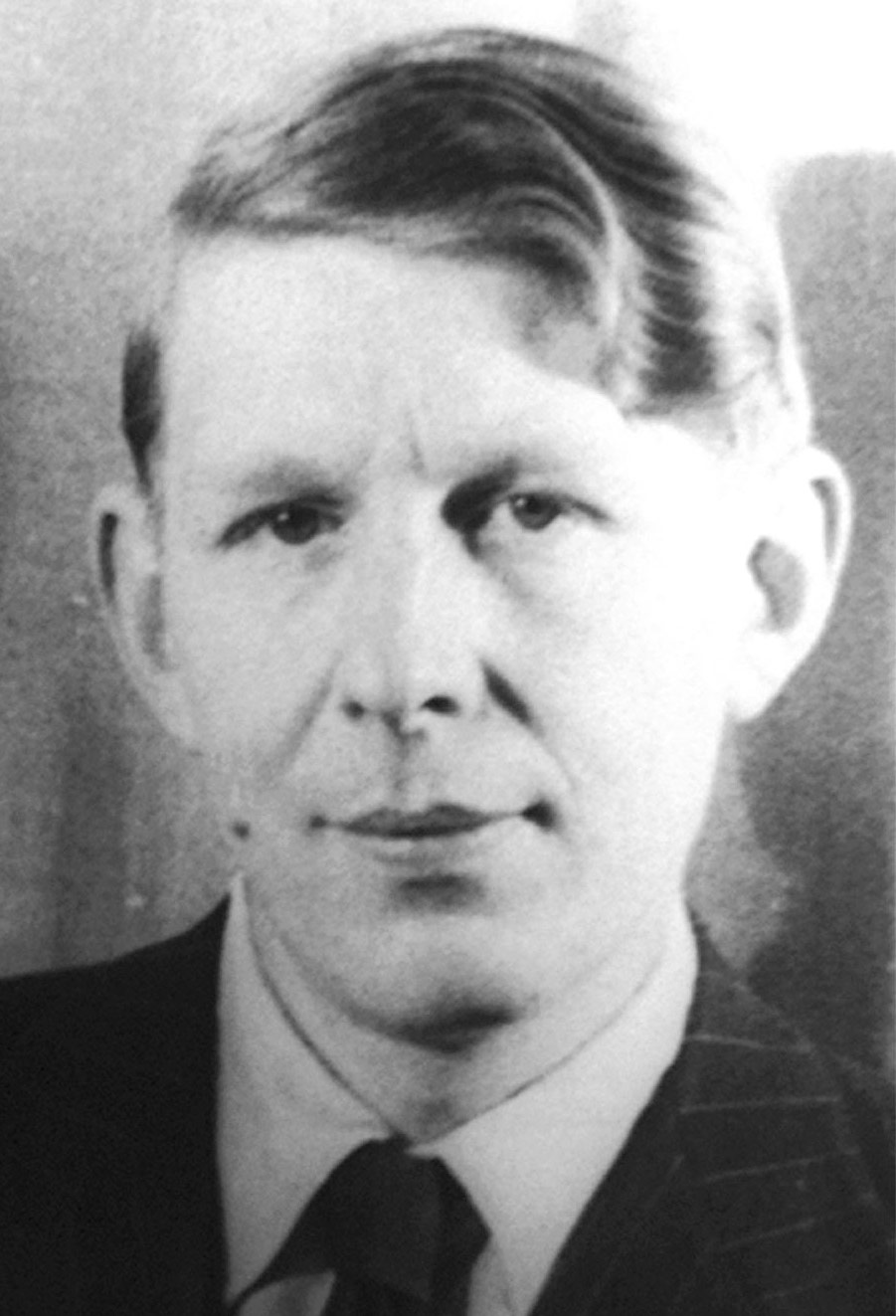
W. H. Auden ejerció una influencia considerable en Britten, animándole a ampliar sus horizontes estéticos, intelectuales y políticos, y también a aceptar su homosexualidad.

En febrero de 1935, a instancias de Bridge, el director musical de la BBC, Adrian Boult, y su ayudante, Edward Clark, invitaron a Britten a una entrevista de trabajo. Britten no estaba entusiasmado con la perspectiva de trabajar a tiempo completo en el departamento musical de la BBC y se sintió aliviado cuando el resultado de la entrevista fue una invitación para escribir la partitura de un documental, The King's Stamp, dirigido por Alberto Cavalcanti para la GPO Film Unit.
Britten pasó a formar parte del reducido grupo de colaboradores habituales de la unidad cinematográfica, otro de los cuales era W. H. Auden. Juntos trabajaron en las películas documentales Coal Face y Night Mail en 1935. También colaboraron en el ciclo de canciones Our Hunting Fathers  (1936), radical tanto en la política como en el tratamiento musical, y posteriormente en otras obras como Cabaret Songs, On This Island, Paul Bunyan e Hymn to St Cecilia. Auden ejerció una influencia considerable en Britten, animándole a ampliar sus horizontes estéticos, intelectuales y políticos, y también a aceptar su homosexualidad. Auden era, como dice David Matthews, «alegremente promiscuo y sin culpa»; Britten, puritano y convencional por naturaleza, estaba reprimido sexualmente.
En los tres años que van de 1935 a 1937, Britten escribió cerca de cuarenta partituras para el teatro, el cine y la radio. Entre la música para el cine de finales de los años treinta, Matthews destaca Night Mail y Love from a Stranger (1937); de la música para el teatro selecciona The Ascent of F6 (1936), On the Frontier (1938) y Johnson Over Jordan (1939); y de la música para la radio, King Arthur (1937) y The Sword in the Stone (1939).
En 1937, se produjeron dos acontecimientos de enorme importancia en la vida de Britten: murió su madre y conoció al tenor Peter Pears. Aunque Britten sentía una devoción extraordinaria por su madre y quedó destrozado por su muerte, parece que también supuso una especie de liberación para él. Sólo después de eso empezó a entablar relaciones afectivas con personas de su edad o más jóvenes. Más adelante, ese mismo año, conoció a Pears mientras ambos ayudaban a desalojar la casa de campo de un amigo común que había muerto en un accidente aéreo. Pears se convirtió rápidamente en la inspiración musical de Britten y en su amigo íntimo (aunque de momento platónico). A las pocas semanas de conocerse, Britten compuso para él su primera obra, una composición para tenor y cuerdas del poema de Emily Brontë «A thousand gleaming fires».
En 1937 Britten compuso una Pacifist March con letra de Ronald Duncan para la Peace Pledge Union, de la que, como pacifista, se había convertido en miembro activo; la obra no tuvo éxito y pronto fue retirada. La más conocida de sus composiciones de este periodo es probablemente Variaciones sobre un tema de Frank Bridge para orquesta de cuerda, descrita por Matthews como la primera de las obras de Britten en convertirse en un clásico popular. Fue un éxito en Norteamérica, con representaciones en Toronto, Nueva York, Boston, Chicago y San Francisco, bajo la batuta de directores como John Barbirolli y Serguéi Kusevitski.

### Estados Unidos (1939-1942)

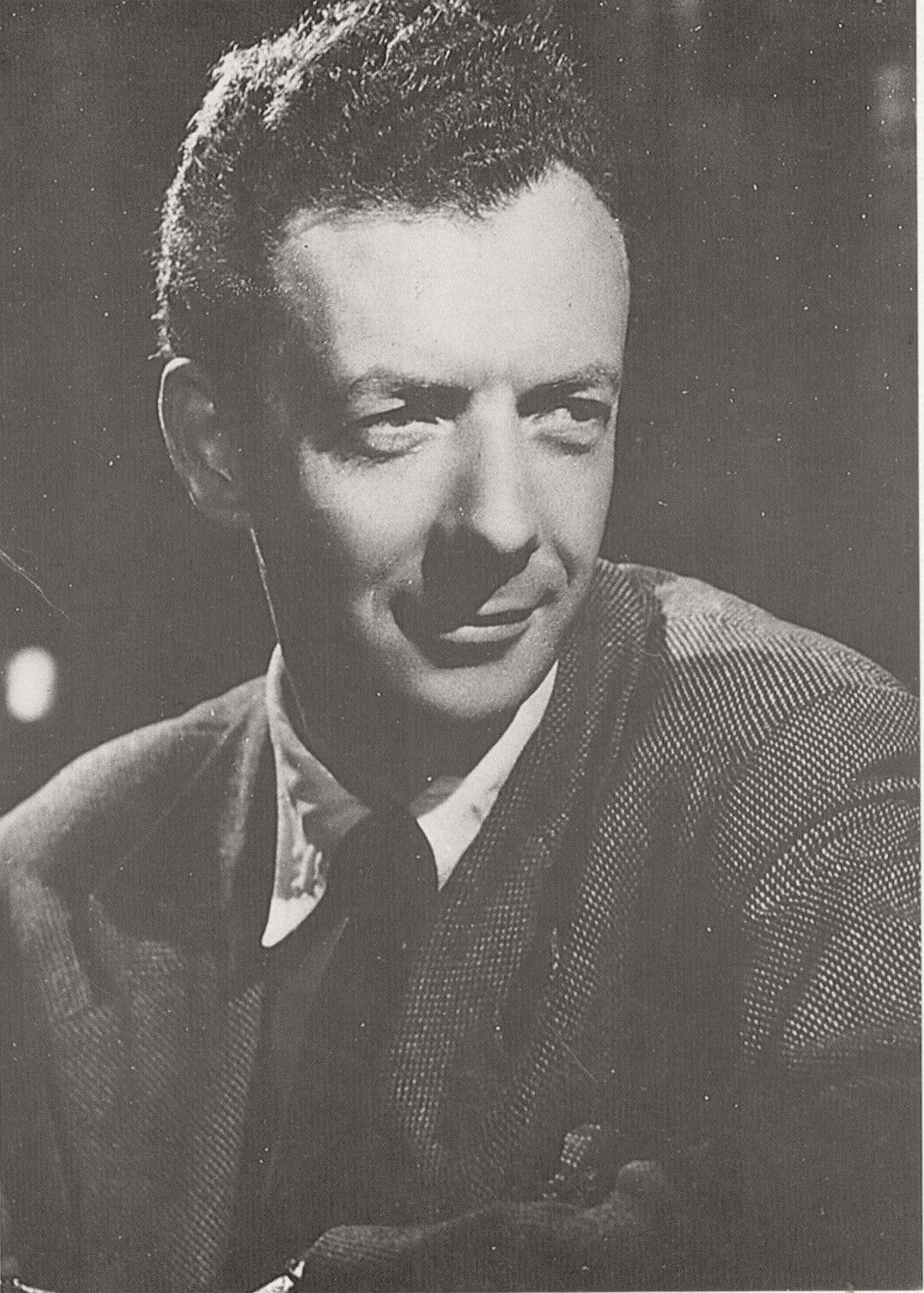
Britten en la década de 1940.

En abril de 1939, Britten y Pears se embarcaron rumbo a Norteamérica, primero a Canadá y luego a Nueva York. Tenían varias razones para abandonar Inglaterra, entre ellas la difícil posición de los pacifistas en una Europa cada vez más belicosa; el éxito que Frank Bridge había cosechado en Estados Unidos; la marcha de Auden y su amigo Christopher Isherwood a ese país desde Inglaterra tres meses antes; críticas hostiles o despectivas de la música de Britten en la prensa inglesa; y representaciones insuficientemente ensayadas e inadecuadas. Britten y Pears consumaron su relación y desde entonces hasta la muerte de Britten fueron pareja tanto en su vida profesional como personal. Cuando comenzó la Segunda Guerra Mundial, Britten y Pears pidieron consejo a la embajada británica en Washington y les dijeron que debían permanecer en Estados Unidos como embajadores artísticos. Pears se inclinó por hacer caso omiso del consejo y regresar a Inglaterra; Britten también sintió el impulso de volver, pero aceptó el consejo de la embajada y convenció a Pears de que hiciera lo mismo.
Britten, que ya era amigo del compositor Aaron Copland, conoció sus últimas obras Billy the Kid y An Outdoor Overture, que influyeron en su propia música. En 1940 Britten compuso Seven Sonnets of Michelangelo, el primero de muchos ciclos de canciones para Pears. Entre sus obras orquestales de este periodo destacan el Concierto para violín y la Sinfonia da Requiem, para orquesta completa. En 1941 produjo su primer drama musical, Paul Bunyan, una opereta inspirada en el personaje homónimo, con libreto de Auden. Durante su estancia en Estados Unidos, tuvo su primer encuentro con la música gamelán balinesa, a través de las transcripciones para dúo de piano realizadas por el compositor canadiense Colin McPhee. Ambos se conocieron en el verano de 1939 y posteriormente interpretaron varias de las transcripciones de McPhee para una grabación. Este encuentro musical fructificó en varias obras de inspiración balinesa más adelante en la carrera del compositor.
Trasladarse a Estados Unidos no libró a Britten de las molestias de la crítica hostil, si bien Olin Downes, decano de los críticos musicales neoyorquinos, e Irving Kolodin apreciaron su música, Virgil Thomson fue, como dice la estudiosa Suzanne Robinson, sistemáticamente «severo y rencoroso». Thomson describió Les Illuminations (1940), dedicadas a Peter Pears y a Wulff Scherchen, hijo del director Hermann Scherchen y con texto a partir de las poesías de Arthur Rimbaud, como «poco más que una serie de “efectos” triviales y fáciles... pretenciosos, banales y totalmente decepcionantes», y fue igualmente poco halagador con la voz de Pears. Robinson conjetura que Thomson estaba motivado por «una mezcla de rencor, orgullo nacional y celos profesionales». Paul Bunyan se encontró con la desaprobación general de la crítica y la Sinfonia da Requiem —ya rechazada por sus patrocinadores japoneses debido a su naturaleza abiertamente cristiana— recibió una acogida desigual cuando Barbirolli y la Filarmónica de Nueva York la estrenaron en marzo de 1941. La reputación de la obra mejoró mucho cuando Kusevitski la retomó poco después.

### Regreso a Inglaterra

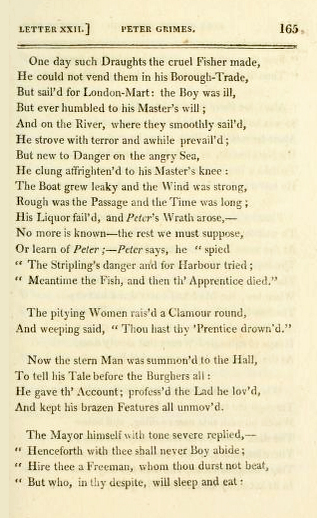
Página de «Peter Grimes» en la edición de 1812 de The Borough de George Crabbe.

En 1942, Britten leyó por primera vez la obra del poeta George Crabbe. The Borough, ambientado en la costa de Suffolk, cerca de la tierra natal de Britten, despertó en él tal añoranza de Inglaterra que supo que debía regresar. También sabía que debía escribir una ópera basada en el poema de Crabbe sobre el pescador Peter Grimes. Antes de que Britten abandonara Estados Unidos, Kusevitski, siempre generoso a la hora de animar a los nuevos talentos, le ofreció un encargo de mil dólares para escribir la ópera. Britten y Pears regresaron a Inglaterra en abril de 1942. Durante la larga travesía transatlántica, Britten completó las obras corales A Ceremony of Carols e Hymn to St Cecilia. Esta última fue su última colaboración a gran escala con Auden. Britten se había distanciado de él y Auden se convirtió en uno de los llamados «cadáveres» del compositor, antiguos íntimos con los que cortaba completamente el contacto una vez que habían dejado de serle útiles o le habían ofendido de alguna manera.
Tras llegar a Gran Bretaña, Britten y Pears solicitaron el reconocimiento como objetores de conciencia; en un principio, a Britten sólo se le permitió el servicio no combatiente en el ejército, pero tras apelar obtuvo la exención incondicional. Tras la muerte de su madre en 1937, Britten utilizó el dinero que le había legado para comprar el Old Mill en Snape (Suffolk), que se convirtió en su casa de campo. Allí pasó gran parte de su tiempo en 1944 trabajando en la ópera Peter Grimes. Pears se incorporó a la compañía de ópera Sadler's Wells, cuya directora artística, la cantante Joan Cross, anunció su intención de reabrir la sede de la compañía en Londres con la ópera de Britten, con ella misma y Pears en los papeles principales. Hubo quejas de miembros de la compañía sobre un supuesto favoritismo y la «cacofonía» de la partitura de Britten, así como algunos comentarios homófobos mal reprimidos. Peter Grimes se estrenó en junio de 1945 y fue aclamada por público y crítica; su recaudación igualó o superó la de La bohème y Madama Butterfly, que se representaron durante la misma temporada. El administrador de ópera, Lord Harewood, la calificó como «la primera ópera británica de auténtico éxito, Gilbert y Sullivan aparte, desde Purcell». Consternados por las luchas internas en la compañía, Cross, Britten y Pears rompieron sus lazos con Sadler's Wells en diciembre de 1945, pasando a fundar lo que se convertiría en el English Opera Group.
Un mes después del estreno de Peter Grimes, Britten y Yehudi Menuhin viajaron a Alemania para dar recitales ante supervivientes de los campos de concentración. Lo que vieron, sobre todo en Belsen, conmocionó tanto a Britten que se negó a hablar de ello hasta el final de su vida, cuando le dijo a Pears que había influido en todo lo que había escrito desde entonces. Colin Matthews comenta que las dos siguientes obras que Britten compuso tras su regreso, el ciclo de canciones The Holy Sonnets of John Donne y el Segundo cuarteto de cuerda, contrastan fuertemente con obras anteriores más desenfadadas como Les Illuminations. Recuperó su alegría de vivir con The Young Person's Guide to the Orchestra (1945), escrita para una película educativa, Instruments of the Orchestra, dirigida por Muir Mathieson y con la Orquesta Sinfónica de Londres dirigida por Malcolm Sargent. Se convirtió, y siguió siendo, su obra más interpretada y popular.
Su siguiente ópera, La violación de Lucrecia, se presentó en el primer Festival de Glyndebourne de la posguerra, en 1946. A continuación, se llevó de gira a ciudades de provincias bajo el estandarte de la «Glyndebourne English Opera Company», una incómoda alianza de Britten y sus socios con John Christie, el autocrático propietario de Glyndebourne. La gira tuvo grandes pérdidas y Christie anunció que no financiaría más giras. Britten y sus socios crearon el English Opera Group; el libretista Eric Crozier y el diseñador John Piper se unieron a él como directores artísticos. El propósito expreso del grupo era producir y encargar nuevas óperas inglesas y otras obras, presentándolas por todo el país. Britten escribió la ópera cómica Albert Herring para el grupo en 1947; mientras estaba de gira con la nueva obra, a Pears se le ocurrió la idea de montar un festival en la pequeña localidad costera de Aldeburgh, en Suffolk, adonde Britten se había trasladado desde Snape a principios de año, y que se convirtió en su principal lugar de residencia durante el resto de su vida.

### Aldeburgh (década de 1950)
El Festival de Aldeburgh se inauguró en junio de 1948, bajo la dirección de Britten, Pears y Crozier. Se representó Albert Herring en el Jubilee Hall y la nueva cantata de Britten para tenor, coro y orquesta, San Nicolás, se presentó en la iglesia parroquial. El festival tuvo un éxito inmediato y se convirtió en un acontecimiento anual que ha continuado hasta el siglo XXI. Hasta su muerte en 1976, casi todos los festivales incluyeron nuevas obras del compositor, como los estrenos de sus óperas El sueño de una noche de verano en el Jubilee Hall en 1960 y Muerte en Venecia en el Snape Maltings Concert Hall en 1973.
A diferencia de muchos compositores ingleses importantes, Britten no era conocido como profesor, pero en 1949 aceptó a su único alumno privado, Arthur Oldham, que estudió con él durante tres años. Oldham le fue útil, actuando como asistente musical y arreglando Variaciones sobre un tema de Frank Bridge para orquesta completa para el ballet de Frederick Ashton Le Rêve de Léonor (1949), pero más tarde describió la relación entre profesor y alumno como «¡beneficiosa en un cinco por ciento para [Britten] y en un noventa y cinco por ciento para mí!».
Durante los años cincuenta, Britten siguió escribiendo óperas. Billy Budd (1951) fue bien recibida en su estreno en Covent Garden y los críticos la consideraron un avance respecto a Peter Grimes. Gloriana (1953), escrita con motivo de la coronación de Isabel II, tuvo una fría acogida en el estreno de gala en presencia de la Reina y de la clase dirigente británica en masa. La sombría historia de Isabel I en su decadencia y la partitura de Britten, que los asistentes al estreno consideraron «demasiado moderna» para una gala así, no lograron superar lo que Matthews denomina el «arraigado filisteísmo» de las clases dirigentes. Aunque Gloriana obtuvo buenos resultados en taquilla, no hubo más producciones en Gran Bretaña durante otros trece años. Más tarde fue reconocida como una de las mejores óperas de Britten. Otra vuelta de tuerca, del año siguiente, fue un éxito rotundo y, junto con Peter Grimes, se convirtió en 2013 en una de las dos óperas más representadas del compositor.
En la década de 1950, el «fervientemente antihomosexual» Ministro del Interior, David Maxwell Fyfe, instó a la policía a hacer cumplir las leyes victorianas que ilegalizaban los actos homosexuales. Britten y Pears fueron objeto de escrutinio; el compositor recibió la visita de agentes de policía en 1953 y estaba tan perturbado que discutió con su asistente Imogen Holst la posibilidad de que Pears tuviera que contraer un matrimonio simulado —no está claro con quién—. Al final no se hizo nada.
Una influencia cada vez más importante en Britten fue la música de Oriente, un interés que se vio fomentado por una gira a ese continente con Pears en 1956, cuando el compositor se encontró de nuevo con la música del gamelán balinesa  y vio por primera vez obras de teatro Nō japonesas, que calificó como «algunos de los dramas más maravillosos que he visto nunca». Estas influencias orientales se vieron y escucharon en el ballet El príncipe de las pagodas (1957) y más tarde en dos de las tres «Parábolas para la representación eclesiástica» semioperáticas: Curlew River (1964), El horno de las fieras (1966) y El hijo pródigo (1968).

### Década de 1960

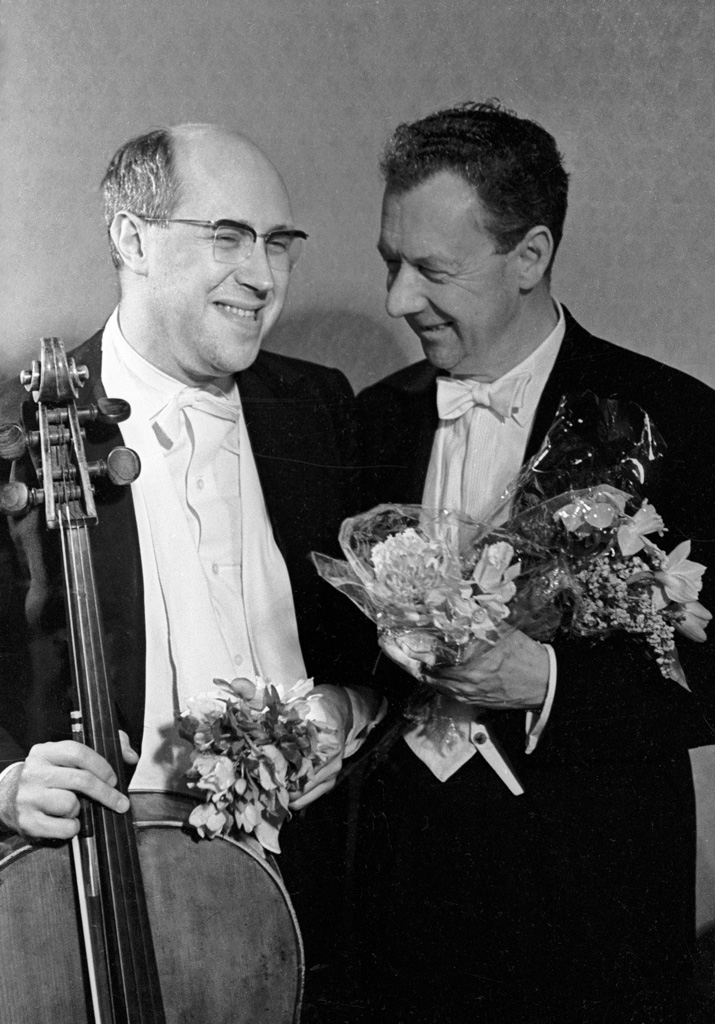
Mstislav Rostropóvich y Benjamin Britten (dcha.) después de un concierto en la Gran Sala del Conservatorio de Moscú en 1964.

En los años sesenta, el Festival de Aldeburgh se había quedado pequeño y los planes de construir una nueva sala de conciertos no avanzaban. Cuando en el pueblo de Snape, seis millas tierra adentro, se alquilaron los edificios victorianos de los malteros, Britten se dio cuenta de que el mayor de ellos podía convertirse en sala de conciertos y teatro de ópera. El 2 de junio de 1967, al comienzo de la vigésima edición del Festival de Aldeburgh, la Reina inauguró la sala de Snape Maltings, con capacidad para 830 personas; inmediatamente fue aclamada como una de las mejores salas de conciertos del país. La sala fue destruida por un incendio en 1969, pero el compositor estaba decidido a reconstruirla a tiempo para el festival del año siguiente, como así fue. La Reina volvió a asistir a la inauguración en 1970.
El Maltings proporcionó al festival un recinto capaz de albergar cómodamente grandes obras orquestales y óperas. Britten dirigió la primera interpretación fuera de Rusia de la Decimocuarta Sinfonía de Shostakóvich en Snape en 1970. El compositor ruso, amigo desde 1960, dedicó la sinfonía a Britten; él mismo fue el dedicatario de El hijo pródigo. Otros dos músicos rusos cercanos a Britten y que actuaban regularmente en el festival eran el pianista Sviatoslav Richter y el violonchelista Mstislav Rostropóvich. Britten compuso sus suites para violonchelo, la Sinfonía para violonchelo y la Sonata para violonchelo para Rostropóvich, que las estrenó en el Festival de Aldeburgh.
Una de las obras más conocidas de Britten, el Réquiem de guerra, se estrenó en 1962. Se le había pedido cuatro años antes que escribiera una obra para la consagración de la nueva catedral de Coventry, un edificio modernista diseñado por Basil Spence. La antigua catedral había quedado en ruinas tras el bombardeo de la ciudad en 1940, en el que murieron cientos de personas. Britten decidió que su obra conmemoraría a los muertos de ambas guerras mundiales en una partitura a gran escala para solistas, coro, conjunto de cámara y orquesta. Su texto intercalaba la Misa de Réquiem tradicional con poemas de Wilfred Owen. Matthews escribe: «Con el Réquiem de guerra, Britten alcanzó la cima de su reputación: fue aclamado casi universalmente como una obra maestra». Shostakóvich dijo a Rostropóvich que creía que era «la obra más grande del siglo XX». Su intención era que esta obra fuese una manifestación contra cualquier tipo de conflicto bélico, una denuncia de la irracionalidad e inutilidad de la guerra, y que se convirtiese en un símbolo de un nuevo espíritu de unidad, de reconciliación en plena Guerra Fría, y así reunió a un trío de solistas que provenían de las tres naciones europeas que más protagonismo habían tenido en la guerra: el barítono alemán Dietrich Fischer-Dieskau, el tenor inglés Peter Pears y la soprano rusa Galina Vishnévskaya.
En 1967, la BBC encargó a Britten que escribiera una ópera especialmente para la televisión. Owen Wingrave se basaba, al igual que Otra vuelta de tuerca, en una historia de fantasmas de Henry James. En los años sesenta, tardaba mucho más en componer que en su prolífica juventud; le dijo a Nicholas Maw, compositor de 28 años: «Haz todo lo que puedas ahora, porque se vuelve mucho, mucho más difícil a medida que envejeces». No terminó la partitura de la nueva ópera hasta agosto de 1970. Owen Wingrave se emitió por primera vez en Gran Bretaña en mayo de 1971, cuando también fue televisada en Alemania, Austria, Bélgica, Dinamarca, Estados Unidos, Francia, Irlanda, Noruega, Países Bajos, Suecia, Suiza y Yugoslavia.

### Últimos años

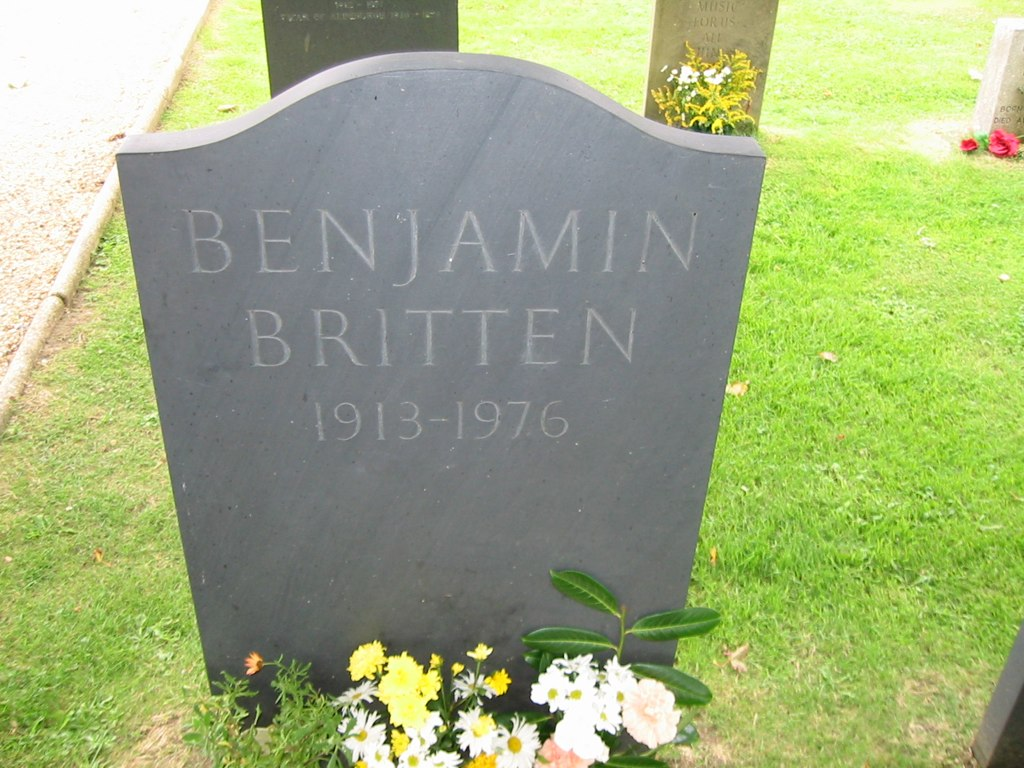
Tumba de Britten en la iglesia de San Pedro y San Pablo (Aldeburgh, Suffolk).

En septiembre de 1970, Britten pidió a Myfanwy Piper, que había adaptado para él las dos historias de Henry James, que convirtiera otra historia en prosa en un libreto. Se trataba de la novela La muerte en Venecia, de Thomas Mann, un tema que el compositor había estado considerando durante algún tiempo. En una fase temprana de la composición, los médicos le dijeron que era esencial que se sometiera a una operación de corazón si quería vivir más de dos años. Estaba decidido a terminar la ópera y trabajó con urgencia para completarla antes de ingresar en el hospital para someterse a la operación, escribió su colega Colin Graham:

Perhaps of all his works, this one went deepest into Britten's own soul: there are extraordinary cross-currents of affinity between himself, his own state of health and mind, Thomas Mann, Aschenbach (Mann's dying protagonist), and Peter Pears, who must have had to tear himself in three in order to reconstitute himself as the principal character.
Tal vez, de todas sus obras, ésta sea la que más profundamente ha calado en el alma de Britten: hay extraordinarias corrientes cruzadas de afinidad entre él mismo, su propio estado de salud y mental, Thomas Mann, Aschenbach (el protagonista moribundo de Mann) y Peter Pears, que debió de tener que partirse en tres para reconstituirse como el personaje principal.

Tras la finalización de la ópera, Britten ingresó en el National Heart Hospital y fue operado en mayo de 1973 para sustituirle una válvula cardiaca que le fallaba. La sustitución fue un éxito, pero sufrió un leve derrame cerebral que le afectó a la mano derecha, lo que puso fin a su carrera como intérprete. Durante su estancia en el hospital, entabló amistad con una enfermera, Rita Thomson, que se trasladó a Aldeburgh en 1974 y cuidó de él hasta su muerte.
Las últimas obras de Britten incluyen la Suite on English Folk Tunes «A Time There Was» (1974); el Tercer cuarteto de cuerda (1975), que se basó en material de Muerte en Venecia; y la cantata dramática Phaedra (1975), compuesta para Janet Baker.
En junio de 1976, el último año de su vida, aceptó un título de nobleza vitalicio, convirtiéndose en el primer compositor que recibía tal honor, y en Barón Britten, de Aldeburgh, en el condado de Suffolk. Tras el Festival de Aldeburgh de 1976, Britten y Pears viajaron a Noruega, donde Britten comenzó a escribir Praise We Great Men, para voces y orquesta, basada en un poema de Edith Sitwell. Volvió a Aldeburgh en agosto y escribió Welcome Ode, para coro de niños y orquesta. En noviembre, se dio cuenta de que ya no podía seguir componiendo. El 22 de noviembre, día de su 63 cumpleaños, Rita Thomson organizó, a petición suya, una fiesta con champán e invitó a sus amigos y a sus hermanas Barbara y Beth a despedirse del compositor moribundo. Cuando Rostropóvich hizo su visita de despedida unos días más tarde, Britten le entregó lo que había escrito de Praise We Great Men.
Britten murió de insuficiencia cardíaca el 4 de diciembre de 1976 en su casa de Aldeburgh. Su funeral se celebró en la iglesia parroquial de San Pedro y San Pablo de Aldeburgh tres días después  y fue enterrado en el cementerio de la iglesia, con una lápida esculpida por Reynolds Stone. Las autoridades de la Abadía de Westminster habían ofrecido enterrarlo allí, pero el compositor había dejado claro que deseaba que su tumba estuviera junto a la de Pears. El 10 de marzo de 1977 se celebró en la Abadía una misa conmemorativa, encabezada por la reina madre Isabel.

## Obra

### Influencias
Los primeros años musicales de Britten estuvieron dominados por los maestros clásicos; la ambición de su madre era que se convirtiera en la «Cuarta B», después de Bach, Beethoven y Brahms. Britten afirmaría más tarde que su desarrollo inicial como compositor se vio sofocado por la reverencia hacia estos maestros: «Entre los trece y los dieciséis años me sabía todas las notas de Beethoven y Brahms. Recuerdo que recibí la partitura completa de Fidelio por mi decimocuarto cumpleaños... Pero creo que, en cierto sentido, nunca les perdoné que me hubieran desviado de mi particular forma de pensar y de mis inclinaciones naturales». Desarrolló una especial animadversión hacia Brahms, cuya música para piano había tenido en gran estima; en 1952 confesó que de vez en cuando tocaba toda la música de Brahms «para ver si tenía razón sobre él; normalmente descubro que la última vez subestimé lo malo que era».
Gracias a su asociación con Frank Bridge, los horizontes musicales de Britten se ampliaron. Descubrió la música de Debussy y Ravel que, según Matthews, «le proporcionó un modelo de sonido orquestal». Bridge también condujo a Britten a la música de Schönberg y Berg; la muerte de este último en 1935 afectó profundamente a Britten. Una carta de esa época revela sus pensamientos sobre el panorama musical contemporáneo: «Los músicos de verdad son muy pocos, ¿verdad? Aparte de los Bergs, Stravinskis, Schönbergs y Bridges, uno se queda un poco sin nombres, ¿no?», y añadió como una idea tardía: «Shostakovitch posiblemente». Para entonces había desarrollado una hostilidad duradera hacia la English Pastoral School representada por Vaughan Williams e Ireland, cuya obra comparaba desfavorablemente con los «brillantes arreglos de canciones folclóricas de Percy Grainger»; éste se convirtió en la inspiración de muchos de los arreglos folclóricos posteriores de Britten. A Britten también le impresionó Delius, y Brigg Fair le pareció «deliciosa» cuando la escuchó en 1931. También ese año escuchó La consagración de la primavera de Stravinski, que le pareció «desconcertante y aterradora», pero al mismo tiempo «increíblemente maravillosa y cautivadora». La Sinfonía de los Salmos y Petrushka del mismo compositor fueron elogiadas en términos similares. Más tarde, Stravinski y él desarrollaron una antipatía mutua basada en los celos y la desconfianza.
Además de su creciente apego a las obras de los maestros del XX0, Britten —junto con su contemporáneo Michael Tippett— sentía devoción por la música inglesa de finales del siglo XVII y principios del XVIII, en particular por la obra de Purcell. Al definir su misión como compositor de ópera, Britten escribió: «Uno de mis principales objetivos es intentar devolver a la ambientación musical de la lengua inglesa un brillo, una libertad y una vitalidad que han sido curiosamente escasos desde la muerte de Purcell». Entre los compositores afines a Britten —incluso más que Purcell— se encontraba Mahler, cuya Cuarta Sinfonía escuchó en septiembre de 1930. En aquella época, la música de Mahler era poco apreciada y rara vez se interpretaba en las salas de conciertos inglesas. Britten escribió más tarde sobre cómo le impresionó la partitura de esta obra: «El material era notable y las formas melódicas muy originales, con una tensión rítmica y armónica de principio a fin». Pronto descubrió otras obras de Mahler, en particular Das Lied von der Erde; escribió a un amigo sobre el «Abschied» final de la obra: «Es cruel, sabes, que la música sea tan bella». Aparte de la influencia general de Mahler en el estilo compositivo de Britten, la incorporación por parte de éste de melodías populares —como, por ejemplo, en Muerte en Venecia— es una herencia directa del compositor mayor.

### Composiciones

#### Óperas

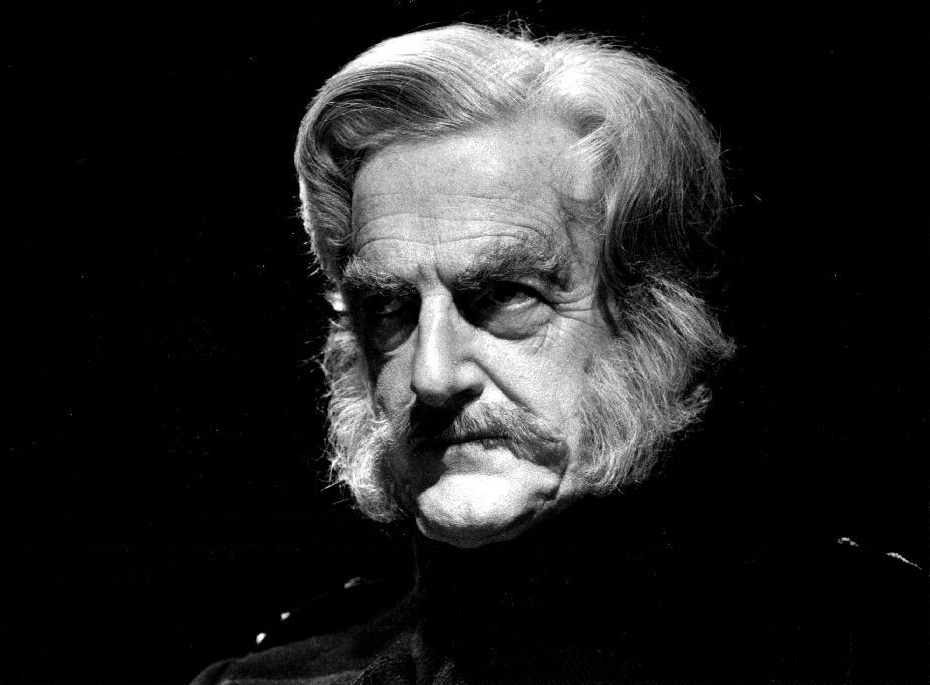
El tenor Peter Pears, pareja de Britten, caracterizado como el General en la ópera Owen Wingrave de 1971.

La Fundación Britten-Pears considera las óperas del compositor «quizá la parte más sustancial e importante de su legado compositivo». Las óperas de Britten están firmemente establecidas en el repertorio internacional: según Operabase, se representan en todo el mundo más que las de cualquier otro compositor nacido en el siglo XX, y sólo Puccini y Richard Strauss le superan si la lista se amplía a todas las óperas compuestas después de 1900.
La primera opereta de Britten, Paul Bunyan (1941, revisada en 1976), se distingue de sus obras operísticas posteriores. Philip Brett la califica de «intento condescendiente de evocar el espíritu de una nación que no es la suya por parte de W. H. Auden, en el que Britten fue un cómplice un tanto deslumbrado». Al público estadounidense le gustó, pero a la crítica no, y cayó en el olvido hasta que el interés resurgió cerca del final de la vida del compositor.
Las siguientes óperas de Britten abarcan desde grandes obras escritas para compañías de ópera de pleno derecho, hasta óperas de cámara para ser interpretadas por pequeños conjuntos de ópera en gira o en iglesias y escuelas. En la categoría de grandes obras se encuentran Peter Grimes (1945), Billy Budd (1951, revisada en 1964), Gloriana (1953), El sueño de una noche de verano (1960) y Muerte en Venecia (1973). Del resto de óperas, La violación de Lucrecia (1946), Albert Herring (1947), El pequeño deshollinador (1949) y Otra vuelta de tuerca (1954) fueron escritas para pequeñas compañías de ópera. El diluvio de Noé (1958), Curlew River (1964), El horno de las fieras (1966) y El hijo pródigo (1968) se estrenaron en la iglesia de San Bartolomé de Orford. La obra laica The Golden Vanity estaba destinada a ser representada en las escuelas. Owen Wingrave (1971), escrita para la televisión, fue presentada por primera vez en directo por la Royal Opera del Covent Garden en 1973, dos años después de su estreno televisivo.
A lo largo de los 28 años transcurridos entre Peter Grimes y Muerte en Venecia, el estilo musical de Britten cambió, ya que introdujo elementos del atonalismo —aunque siguió siendo esencialmente un compositor tonal— y de la música oriental, en particular sonidos de gamelán, pero también armonías orientales. En El sueño de una noche de verano, la partitura orquestal varía para adaptarse a la naturaleza de cada grupo de personajes: En Muerte en Venecia, Britten convierte a Tadzio y a su familia en bailarines silenciosos, «acompañados por los coloridos y brillantes sonidos de la percusión afinada para enfatizar su lejanía».
Ya en 1948, el analista musical Hans Keller, al resumir el impacto de Britten en la ópera del siglo XX hasta esa fecha, comparó su contribución con la de Mozart en el siglo XVIII: «Mozart puede considerarse en algunos aspectos un fundador —un “segundo fundador”— de la ópera. Lo mismo puede decirse ya hoy, en lo que respecta al moderno ámbito británico de Britten». Además de sus propias óperas originales, Britten, junto con Imogen Holst, revisó ampliamente Dido y Eneas (1951) y La reina de las hadas (1967), de Purcell. Las «Purcell Realizations» de Britten acercaron a un público más amplio al compositor, que por aquel entonces estaba desatendido, pero ellas mismas han sido desatendidas desde el predominio de la tendencia a la auténtica práctica interpretativa. Su revisión de 1948 de The Beggar's Opera equivale a una recomposición al completo, conservando las melodías originales, pero dotándolas de nuevos acompañamientos orquestales muy sofisticados.

#### Ciclos de canciones

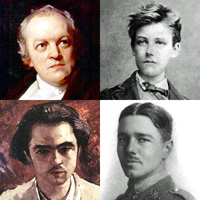
Entre los poetas cuyas palabras interpretó Britten figuran (en el sentido de las agujas del reloj, desde arriba a la izquierda) Blake, Rimbaud, Owen y Verlaine.

A lo largo de su carrera, Britten se sintió atraído por los ciclos de canciones. En 1928, cuando tenía catorce años, compuso un ciclo orquestal, Quatre chansons françaises, con letra de Victor Hugo y Paul Verlaine. Brett comenta que, aunque la obra está muy influida por Wagner, por un lado, y por los manierismos franceses, por otro, «la melodía diatónica de guardería para el niño triste con la madre consumida en “L'enfance” es totalmente característica». Después de caer bajo la influencia de Auden, Britten compuso Our Hunting Fathers (1936), aparentemente una protesta contra la caza del zorro, pero que también alude alegóricamente al estado político contemporáneo de Europa. La obra nunca ha sido popular; en 1948, el crítico Colin Mason lamentó su olvido y la calificó de una de las mejores obras del compositor. En opinión de Mason, el ciclo es «tan emocionante como Les Illuminations, y ofrece muchos interesantes y agradables anticipos de los mejores momentos de sus obras posteriores».
El primero de los ciclos de canciones de Britten que alcanzó gran popularidad fue Les Illuminations (1940), para voz aguda (originalmente soprano, más tarde más a menudo cantada por tenores). con acompañamiento de orquesta de cuerda, con letra de Arthur Rimbaud. La música de Britten refleja el erotismo de los poemas de Rimbaud; Copland comentó de la sección «Antique» que no sabía cómo Britten se atrevía a escribir la melodía. «Antique» fue dedicada a «K.H.W.S.», o Wulff Scherchen, el primer interés romántico de Britten. Matthews la considera la obra maestra de los primeros años del compositor. En el siguiente ciclo, Seven Sonnets of Michelangelo (1942) para tenor y piano, Pears se había convertido en su pareja y musa; en palabras de Matthews, Britten escribió el ciclo como «su declaración de amor a Peter». También encuentra la sensualidad de los versos que establece, aunque en su estructura se asemeja a un ciclo de canciones convencional del siglo XIX. Mason establece una distinción entre éste y los ciclos anteriores de Britten, porque aquí cada canción es independiente y no tiene conexión temática con ninguna de las demás.
La Serenade for Tenor, Horn and Strings (1943) recoge versos de diversos poetas, todos ellos sobre el tema de la noche. Aunque Britten describió el ciclo como «material no importante, pero bastante agradable, creo», fue recibido inmediatamente como una obra maestra y, junto con Peter Grimes, le consagró como uno de los compositores más destacados de su época. Mason lo califica de «una obra bellamente unificada sobre poemas totalmente disímiles, unida por el método sinfónico más superficial pero más eficaz y, por tanto, más adecuado. Parte de la música es puro figuralismo, parte pintura de estados de ánimo, del tipo más sutil». Dos años más tarde, tras presenciar los horrores de Belsen, compuso The Holy Sonnets of John Donne, una obra cuya melancolía no fue igualada hasta su último ciclo para tenor y piano, un cuarto de siglo después. La técnica de Britten en este ciclo va de la atonalidad en la primera canción a la firme tonalidad posterior, con un resuelto acorde de si mayor en el clímax de «Death, be not proud».
Nocturne (1958) es el último de los ciclos orquestales. Al igual que en la Serenade, Britten interpreta palabras de diversos poetas, entre los que se incluyen Shakespeare, Coleridge, Keats, Shelley, Tennyson y Wilfred Owen. El ciclo completo tiene un tono más oscuro que la Serenade, con ecos del Réquiem de guerra. Todas las canciones tienen orquestaciones sutilmente diferentes, con una parte de obbligato prominente para un instrumento diferente en cada una. Entre sus últimos ciclos de canciones con acompañamiento de piano se encuentran las Songs and Proverbs of William Blake, compuestas para el barítono Dietrich Fischer-Dieskau. Brett escribe que «intercala un ritornello de los siete proverbios con siete canciones que pintan un cuadro cada vez más sombrío de la existencia humana». Un ciclo de Pushkin, The Poet's Echo (1965), fue escrito para Galina Vishnévskaya, y muestra un lado más robusto y extrovertido del compositor. Aunque está escrito ostensiblemente en la tradición de los ciclos de canciones europeas, se inspira atmosféricamente en la polifonía de la música del sudeste asiático. Who Are These Children? (1969), con doce versos de William Soutar, es uno de los ciclos más sombríos del compositor. Cuando ya no pudo tocar el piano, escribió un ciclo de composiciones de Robert Burns, A Birthday Hansel (1976), para voz y arpa.

#### Otras obras vocales
Nicholas Maw dijo de la música vocal de Britten: «Su sentido de la poesía (no sólo inglesa) y las inflexiones del lenguaje le convierten, creo, en el mayor realizador musical del inglés». Una de las obras más conocidas en las que Britten ambientó la poesía fue el Réquiem de guerra (1962). En ella se intercalan la misa de réquiem en latín, cantada por soprano y coro, con composiciones de obras del poeta de la Primera Guerra Mundial Wilfred Owen, cantadas por tenor y barítono. Al final, los dos elementos se combinan, ya que el último verso de «Strange meeting» de Owen se mezcla con el In paradisum de la misa. Matthews describe la conclusión de la obra como «una gran ola de bendición [que] recuerda el final de la Sinfonia da Requiem, y su similar reflujo hacia el mar, que simboliza tanto la reconciliación como la muerte». El mismo año, compuso A Hymn of St Columba para coro y órgano, con un poema del santo del siglo VI. Otras obras para voces y orquesta incluyen la Missa Brevis y la Cantata academica (ambas de 1959) sobre temas religiosos, Children's Crusade, un texto de Bertolt Brecht sobre un grupo de niños en la Polonia de la guerra, para ser interpretado por niños (1969), y la cantata Phaedra (1975), una historia de amor predestinado y muerte inspirada en las cantatas italianas de Händel.
Entre las obras de menor envergadura para voz acompañada figuran los cinco Canticles, compuestos entre 1947 y 1974. Están escritos para diversas voces (tenor en los cinco; contratenor o contralto en II y IV y barítono en IV) y acompañamientos (piano en I a IV, trompa en III y arpa en V). El primero, «Canticle I: My beloved is mine and I am his», es una adaptación del poema del siglo XVII de Francis Quarles «A Divine Rapture», y según Britten se inspiró en los Divine Hymns de Purcell. Matthews lo describe como una de las obras más serenas del compositor, que «termina en un estado de ánimo de felicidad sin problemas que pronto se convertiría en algo raro en la música de Britten». El segundo cántico fue escrito en 1952, entre Billy Budd y Gloriana, sobre el tema de la obediencia de Abraham a la autoridad divina en el sacrificio de su hijo Isaac. El «Canticle III» de 1954 es una adaptación del poema de guerra de Edith Sitwell «Still Falls the Rain», compuesto justo después de Otra vuelta de tuerca, con el que está estructural y estilísticamente asociado. El ciclo de doce notas en los primeros cinco compases de la parte de piano del cántico introdujo una característica que se convirtió a partir de entonces en parte habitual de la técnica compositiva de Britten. «Canticle IV: The Journey of the Magi», estrenado en 1971, está basado en el poema de T. S. Eliot «Journey of the Magi». Musicalmente está muy próxima a El horno de las fieras de 1966; Matthews se refiere a ella como una «pieza compañera» de la obra anterior. El último cántico fue otra composición de Eliot, su poema juvenil «Death of Saint Narcissus». Aunque Britten tenía poca idea de lo que trataba el poema, el musicólogo Arnold Whittall encuentra el texto «casi espantosamente apto... para un compositor consciente de su propia enfermedad». Matthews ve a esta obra como «otra figura del mundo mágico [de Britten] de los sueños y la belleza ideal».

#### Obras orquestales
El estudioso de Britten Donald Mitchell ha escrito: «Es fácil, debido al alcance, la talla y el volumen de las óperas, y a la riqueza de la música vocal de todo tipo, no prestar suficiente atención a las muchas obras que Britten escribió en otros géneros, específicamente no vocales». Maw dijo de Britten: «Es uno de los grandes compositores orquestales del siglo XX... Su orquestación tiene una individualidad, una incisividad y una integración con el material musical que sólo logran los más grandes compositores». Entre sus obras orquestales más conocidas figuran las Variaciones sobre un tema de Frank Bridge (1937), la Sinfonia da Requiem (1940), los Four Sea Interludes (1945) y The Young Person's Guide to the Orchestra (1945). Las Variaciones, un afectuoso homenaje a su maestro, abarcan desde parodias cómicas de clichés operísticos italianos y valses vieneses hasta una marcha pavoneante, reflejo del auge del militarismo en Europa, y una marcha fúnebre mahleriana; la pieza termina con un exuberante final fugado. La Sinfonia pasa de un «Lacrymosa» inicial lleno de miedo y lamento a un feroz «Dies irae» y luego a un «Requiem aeternam» final, descrito por el crítico Herbert Glass como «el “descanso eterno” más desasosegante posible». Mason considera la Sinfonia un fracaso: «menos entretenida de lo habitual, porque su objetivo no es principalmente entretener, sino expresar sinfónicamente. Fracasa porque no es ni pintoresca ni formalmente sinfónica». Los Four Sea Interludes, adaptados por Britten de la partitura completa de Peter Grimes, forman una suite de concierto que representa el mar y el Borough en el que se desarrolla la ópera; el carácter de la música está fuertemente contrastado entre «Dawn», «Sunday Morning», «Moonlight» y «Storm». El comentarista Howard Posner observa que no hay un compás en los interludios, por bello que sea, que esté libre de presentimientos. The Young Person's Guide, basada en un tema de Purcell y que toma una melodía de Abdelasar como tema central, muestra las secciones y grupos individuales de la orquesta (creó variaciones individuales para cada sección de la orquesta, comenzando por las maderas, luego las cuerdas, los metales y finalmente los instrumentos de percusión), y obtuvo una gran popularidad desde el principio. Luego lleva a la orquesta completa a una fuga, antes de retomar el tema para concluir la obra. La narración original con comentarios se omite frecuentemente en conciertos y grabaciones. Christopher Headington califica la obra de «música exuberante y sin complicaciones, anotada con claridad y vigor [que] encaja bien en la obra de Britten». David Matthews la califica de «brillante ejercicio educativo».
A diferencia de sus predecesores ingleses, como Elgar y Vaughan Williams, y de compositores de la Europa continental a los que admiraba, como Mahler y Shostakóvich, Britten no era un sinfonista clásico. Sus jeux d'esprit juveniles, la Simple Symphony (1934), tienen una estructura sinfónica convencional, respetando la forma sonata y el esquema tradicional de cuatro movimientos, pero de sus obras de madurez, su Spring Symphony (1949) es más un ciclo de canciones que una verdadera sinfonía, y la concertante Sinfonía para violonchelo (1963) es un intento de equilibrar el concierto y la sinfonía tradicionales. En sus cuatro movimientos, la Sinfonía para violonchelo pasa de un comienzo profundamente pesimista a un final de radiante felicidad, poco habitual en Britten a esas alturas. El compositor la consideraba «lo mejor que he escrito».
El Concierto para piano (1938) fue criticado al principio por ser demasiado desenfadado y virtuoso. En 1945 lo revisó, sustituyendo un tercer movimiento inquieto por un pasacalle más sombrío que, en opinión de Matthews, da más profundidad a la obra y hace más ambivalente el aparente triunfo del final. El Concierto para violín (1939), terminado en las primeras semanas de la Segunda Guerra Mundial, tiene elementos virtuosos, pero están equilibrados por pasajes líricos y elegíacos, «que reflejan sin duda la creciente preocupación de Britten por la escalada de las hostilidades mundiales». Ninguno de los dos conciertos figura entre sus obras más populares, pero en el XXI10 el Concierto para violín, que es técnicamente difícil, se ha interpretado con más frecuencia que antes, tanto en las salas de conciertos como en grabaciones discográficas, y cuenta con intérpretes y defensores entusiastas, en particular la violinista Janine Jansen.
Su música incidental para teatro, cine y radio, en gran parte inédita, fue objeto de un ensayo de William Mann, publicado en 1952 en la primera evaluación crítica detallada de la música del compositor hasta esa fecha. De estas piezas, el musicólogo Lewis Foreman elogia la música para una obra radiofónica, The Rescue, de Edward Sackville-West, como «de tal talla y carácter individual que merece un lugar fijo junto a las demás partituras dramáticas [de Britten]». Mann encuentra en esta partitura ecos del segundo acto de Billy Budd, mientras que Foreman observa que Britten «parece haber hecho alusiones pasajeras a The Rescue en su última ópera, Muerte en Venecia».

#### Obras de cámara e instrumentales
La estrecha amistad de Britten con Rostropóvich inspiró la Sonata para violonchelo (1961) y tres suites para violonchelo solo (1964-71). Los cuartetos de cuerda estuvieron presentes a lo largo de toda su carrera compositiva, desde un trabajo de estudiante en 1928 hasta su Tercer cuarteto de cuerda (1975). El Segundo Cuarteto, de 1945, fue escrito en homenaje a Purcell; Mason lo consideraba la obra instrumental más importante de Britten hasta esa fecha. Refiriéndose a esta obra, Keller escribe sobre la facilidad con la que Britten, relativamente pronto en su carrera compositiva, resuelve «el problema de la sonata moderna: el logro de la simetría y la unidad dentro de un círculo ternario ampliado basado en más de un tema». Keller compara la habilidad innovadora del Cuarteto con la del Concierto para viola de Walton. El tercer cuarteto fue su última gran obra; el crítico Colin Anderson dijo de él en 2007: «uno de los mayores logros de Britten, con interesantes alusiones a Bartók y Shostakóvich, y escrito con una economía que abre una profundidad de emoción que puede ser bastante escalofriante». Las Gemini Variations (1965), para dúo de flauta, violín y piano, se basaron en un tema de Zoltán Kodály y fueron escritas como pieza virtuosa para los gemelos Jeney, de 13 años, prodigios musicales a los que Britten había conocido en Budapest el año anterior. Para Osian Ellis, Britten escribió la Suite para arpa (1969), que Joan Chissell en The Times describió como «una pequeña obra maestra de fantasía concentrada». Nocturnal after John Dowland (1963) para guitarra sola fue escrita para Julian Bream y ha sido elogiada por Benjamin Dwyer por su «complejidad semántica, prolongado argumento musical y profundidad filosófica». La pieza resulta abundante en su estilo tardío y muestra la profundidad de su admiración por la música isabelina para laúd. El tema de Downland, Come, Heavy Sleep, emerge en forma completa al final de las ocho variaciones, cada una de las cuales se basa en el mismo estilo, a menudo transitorio u ornamental.
Britten fue un pianista virtuoso, y a menudo realizó interpretaciones de música de cámara o acompañando lieder. Sin embargo, a excepción de su Concierto para piano (1938) y las Diversiones para piano y orquesta (escritas para Paul Wittgenstein en 1940), escribió muy poca música para el instrumento, y en una entrevista de 1963 para la BBC llegó a decir que el piano era un instrumento de acompañamiento.

## Pianista y director

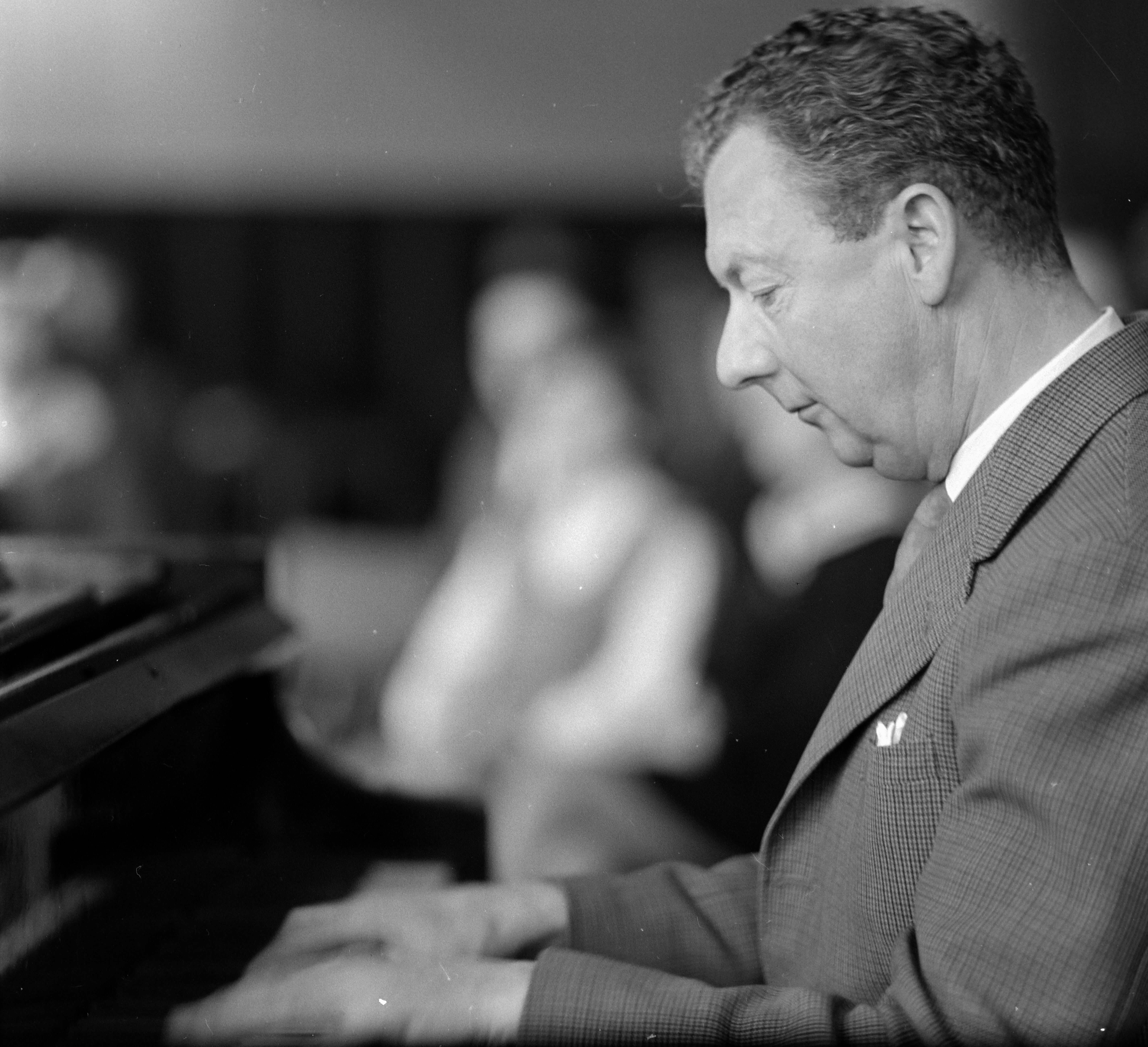
Britten al piano en 1965.

Britten, aunque era un director de orquesta reacio y un pianista nervioso, era muy solicitado en ambas funciones. El pianista acompañante Gerald Moore escribió en sus memorias que tocaba en todos los principales festivales de música excepto en el de Aldeburgh, porque «como el genio que preside allí es el mejor acompañante del mundo, mis servicios no son necesarios». La asociación de Britten con Pears en recitales fue su colaboración más conocida, pero también acompañó a Kathleen Ferrier, Rostropóvich, Dietrich Fischer-Dieskau, James Bowman y John Shirley-Quirk, entre otros. Aunque solía estar demasiado nervioso para tocar solos de piano, Britten interpretaba a menudo dúos de piano con Clifford Curzon o Richter, y música de cámara con el Cuarteto Amadeus. Los compositores cuyas obras, aparte de las suyas propias, tocaba con más frecuencia eran Mozart y Schubert; este último, en opinión de Murray Perahia, era el mayor ídolo de Britten. De niño y joven, Britten había admirado intensamente a Brahms, pero su admiración fue decayendo hasta desaparecer, y Brahms rara vez aparecía en su repertorio.
Cantantes e intérpretes admiraban la dirección de Britten, y David Webster la valoró lo suficiente como para ofrecerle la dirección musical de la Ópera de Covent Garden en 1952. Britten declinó la oferta; no confiaba en su capacidad como director de orquesta y era reacio a pasar demasiado tiempo interpretando en lugar de componiendo. Como director de orquesta, el repertorio de Britten incluía obras de Purcell, Bach, Haydn, Mozart y Schubert, y ocasionalmente otras menos características, como Escenas del Fausto de Goethe, de Schumann; El sueño de Geronte e Introducción y Allegro para cuerdas, de Elgar; Egdon Heath, de Holst, y piezas cortas de Percy Grainger.

## Grabaciones
Britten, al igual que Elgar y Walton antes que él, fue contratado por una importante compañía discográfica británica  y realizó una parte considerable de su producción en disco. Para la Decca Record Company grabó algunos discos monoaurales en las décadas de 1940 y 1950, a los que siguieron, con el apoyo entusiasta del productor de Decca John Culshaw, numerosas versiones estereofónicas de sus obras. Culshaw escribió: «Las horas más felices que he pasado en cualquier estudio fueron con Ben, por la razón básica de que no parecía que estuviéramos intentando hacer discos o cintas de vídeo; sólo estábamos intentando hacer música».
En mayo de 1943 Britten debutó en los estudios Decca, acompañando a Sophie Wyss en cinco de sus arreglos de canciones populares francesas. En enero siguiente grabó junto a Pears, en arreglos de Britten de canciones populares británicas, y al día siguiente, a dúo con Curzon grabó su Introduction and Rondo alla burlesca and Mazurka elegiaca. En mayo de 1944 dirigió la orquesta de cuerda de Boyd Neel, Dennis Brain y Pears en la primera grabación de la Serenade for Tenor, Horn and Strings, que se ha reeditado con frecuencia, más recientemente en CD.
La primera grabación operística de Britten fue Otra vuelta de tuerca, realizada en enero de 1955 con las fuerzas originales del English Opera Group. En 1957 dirigió El príncipe de las pagodas en una de las primeras grabaciones en estéreo, supervisada por Culshaw. El primer gran éxito comercial de Decca con Britten llegó al año siguiente, con Peter Grimes, que hasta 2013 nunca ha salido de los catálogos desde su primera edición. A partir de 1958, Britten dirigió grabaciones de Decca de muchas de sus óperas y obras vocales y orquestales, entre ellas el Nocturne (1959), la Spring Symphony (1960) y el Réquiem de guerra (1963). Este último se vendió en cantidades inesperadamente grandes para un conjunto clásico, y a partir de entonces Decca puso sin escatimar recursos a disposición de Culshaw y sus sucesores para grabaciones de Britten. Siguieron grabaciones de Albert Herring (1964), la Sinfonia da Requiem (1964), Curlew River (1965), El sueño de una noche de verano (1966), El horno de las fieras (1967), Billy Budd (1967) y muchas otras obras importantes. En 2013, con motivo del aniversario del nacimiento del compositor, Decca publicó un conjunto de 65 CD y un DVD, Benjamin Britten - Complete Works. La mayoría de las grabaciones procedían del catálogo de Decca, pero en aras de la exhaustividad, un número sustancial de pistas fueron licenciadas a otras veinte compañías, entre ellas EMI, Virgin Classics, Naxos, Warner y NMC.
Como pianista y director de música de otros compositores, Britten realizó numerosas grabaciones para Decca. Entre sus colaboraciones de estudio con Pears se encuentran conjuntos de Viaje de invierno y La bella molinera de Schubert, Amor de poeta de Schumann, y canciones de Haydn, Mozart, Bridge, Ireland, Holst, Tippett y Richard Rodney Bennett. Otros solistas a los que Britten acompañó en grabaciones fueron Ferrier, Rostropóvich y Vishnévskaya. Como director de orquesta grabó una amplia gama de compositores, desde Purcell hasta Grainger. Entre sus grabaciones Decca más conocidas se encuentran La reina de las hadas de Purcell, los Conciertos de Brandemburgo, la Cantata 151, la Cantata 102 y la Pasión según San Juan de Bach, El sueño de Geronte de Elgar y las dos últimas sinfonías de Mozart.

## Vida personal y carácter

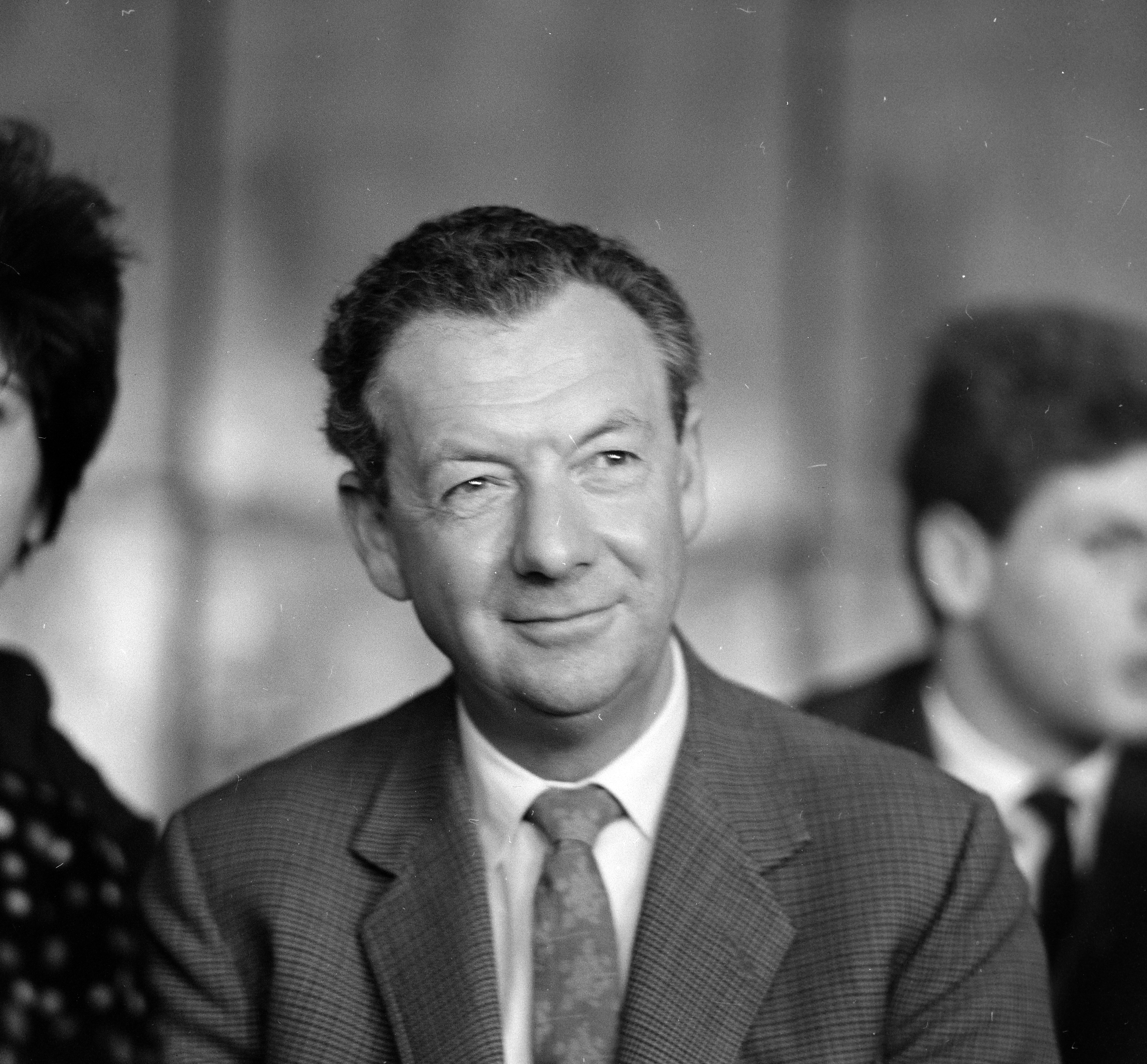
Britten en Budapest en 1965.

A pesar de su gran número de obras de tema cristiano, a veces se ha considerado a Britten agnóstico. Pears dijo que cuando se conocieron en 1937 no estaba seguro de si Britten se habría descrito a sí mismo como cristiano. En los años sesenta, Britten se definió como un cristiano dedicado, aunque simpatizaba con los puntos de vista radicales propuestos por el obispo de Woolwich, John Robinson, en Sincero para con Dios. Políticamente, Britten era de izquierdas. Le dijo a Pears que siempre votaba a los liberales o a los laboristas y que no podía imaginar votar nunca a los conservadores, pero nunca fue miembro de ningún partido, excepto de la Peace Pledge Union.
Físicamente, nunca fue robusto. Caminaba y nadaba con regularidad y se mantenía tan en forma como podía, pero en su biografía de 1992, Carpenter menciona veinte enfermedades, algunas de ellas menores, pero la mayoría bastante graves, que sufrió a lo largo de los años antes de que se desarrollara su dolencia cardíaca final. Desde el punto de vista emocional, según algunos comentaristas, nunca maduró del todo, conservando en su forma de ver el mundo algo parecido a la visión de un niño. No siempre estaba seguro de ser el genio que otros declaraban que era, y aunque era hipercrítico con sus propias obras, era muy sensible, incluso agresivamente, a las críticas de los demás.
Como él mismo reconoció, era famoso por deshacerse de amigos y colegas que le ofendían o dejaban de serle útiles: sus «cadáveres». El director de orquesta Charles Mackerras creía que el término había sido inventado por Lord Harewood. Tanto Mackerras como Harewood se unieron a la lista de cadáveres, el primero por bromear con que el número de chicos en El diluvio de Noé debía de ser un deleite para el compositor, y el segundo por una relación extramatrimonial y posterior divorcio de Lady Harewood, que escandalizó al puritano Britten. Entre otros cadáveres estaban sus libretistas Montagu Slater y Eric Crozier. Este último dijo en 1949: «A veces me ha dicho, bromeando, que un día me uniría a las filas de sus “cadáveres” y siempre he reconocido que cualquier persona corriente debe sobrevivir pronto a su utilidad para un artista creativo tan grande como Ben». Janet Baker dijo en 1981: «Creo que tenía todo el derecho a tomar lo que quería de los demás... No quería hacer daño a nadie, pero la tarea que tenía entre manos era más importante que nada ni nadie». Matthews considera que este aspecto de Britten se ha exagerado y señala que el compositor mantuvo muchas amistades profundas hasta el final de su vida».

### Controversias
Algunos aspectos de la personalidad de Britten son polémicos y han dado lugar a controversias: sus inclinaciones políticas —especialmente su pacifismo durante la Segunda Guerra Mundial— y su sexualidad.

#### Chicos
A lo largo de su vida adulta, Britten se sintió especialmente atraído por los niños y mantuvo una estrecha amistad con varios chicos, sobre todo adolescentes. La primera de estas amistades fue con Piers Dunkerley, que tenía trece años en 1934, cuando Britten tenía veinte. Otros chicos con los que Britten entabló amistad fueron los jóvenes David Hemmings y Michael Crawford, que cantaron papeles de tiple en sus obras de los años 50. Hemmings dijo más tarde: «En todo el tiempo que pasé con él nunca abusó de esa confianza», y Crawford escribió: «No puedo decir lo suficiente sobre la amabilidad de ese gran hombre... tenía una paciencia y una afinidad maravillosas con los jóvenes. Amaba la música y amaba a los jóvenes que se interesaban por la música».
Varios allegados a Britten sospecharon durante mucho tiempo que su atracción por los adolescentes tenía algo de excepcional: Auden se refirió a la «atracción de Britten por los jóvenes delgados como una tabla... por los sin sexo e inocentes», y Pears escribió una vez a Britten: «Recuerda que todavía hay cosas bonitas en el mundo: los niños, los chicos, el sol, el mar, Mozart, tú y yo». En público, el asunto fue poco discutido en vida de Britten y después mucho. La biografía de Humphrey Carpenter de 1992 examinó detenidamente las pruebas, al igual que estudios posteriores sobre Britten, en particular Britten's Children (2006) de John Bridcut, que se centra en las amistades y relaciones del compositor con varios niños y adolescentes. Algunos comentaristas han seguido cuestionando su conducta, a veces de forma muy aguda. Carpenter y Bridcut concluyen que mantenía cualquier impulso sexual bajo un firme control y mantenía las relaciones afectuosas —incluyendo compartir la cama, besos y baños desnudos—, pero estrictamente platónicas. En 2003 una selección de escritos de Britten editados por Paul Kildea, revelaron otras de sus inclinaciones, incluyendo detalles y anécdotas sobre su pacifismo.

#### Causa de su muerte
Una controversia más reciente fue la afirmación en una biografía de 2013 de Britten por Paul Kildea que la insuficiencia cardíaca del compositor se debió a la sífilis no detectada, que especula fue el resultado de la promiscuidad de Pears mientras los dos vivían en Nueva York. En respuesta, el cardiólogo consultor de Britten dijo que, al igual que todos los casos similares del hospital, el compositor fue examinado rutinariamente para la sífilis antes de la operación, con resultados negativos. Calificó de «completa basura» la afirmación de Kildea de que el cirujano que operó a Britten en 1973 hubiera ocultado o incluso hubiera podido ocultar una afección sifilítica. Kildea continuó afirmando: «Cuando se consideran todos los síntomas del compositor, sólo puede haber una causa». En The Times, Richard Morrison elogiaba el resto del libro de Kildea y esperaba que su reputación no se viera «empañada por una especulación sensacionalista... un rumor de segunda mano... presentando como hechos chismes sin fundamento».

## Legado

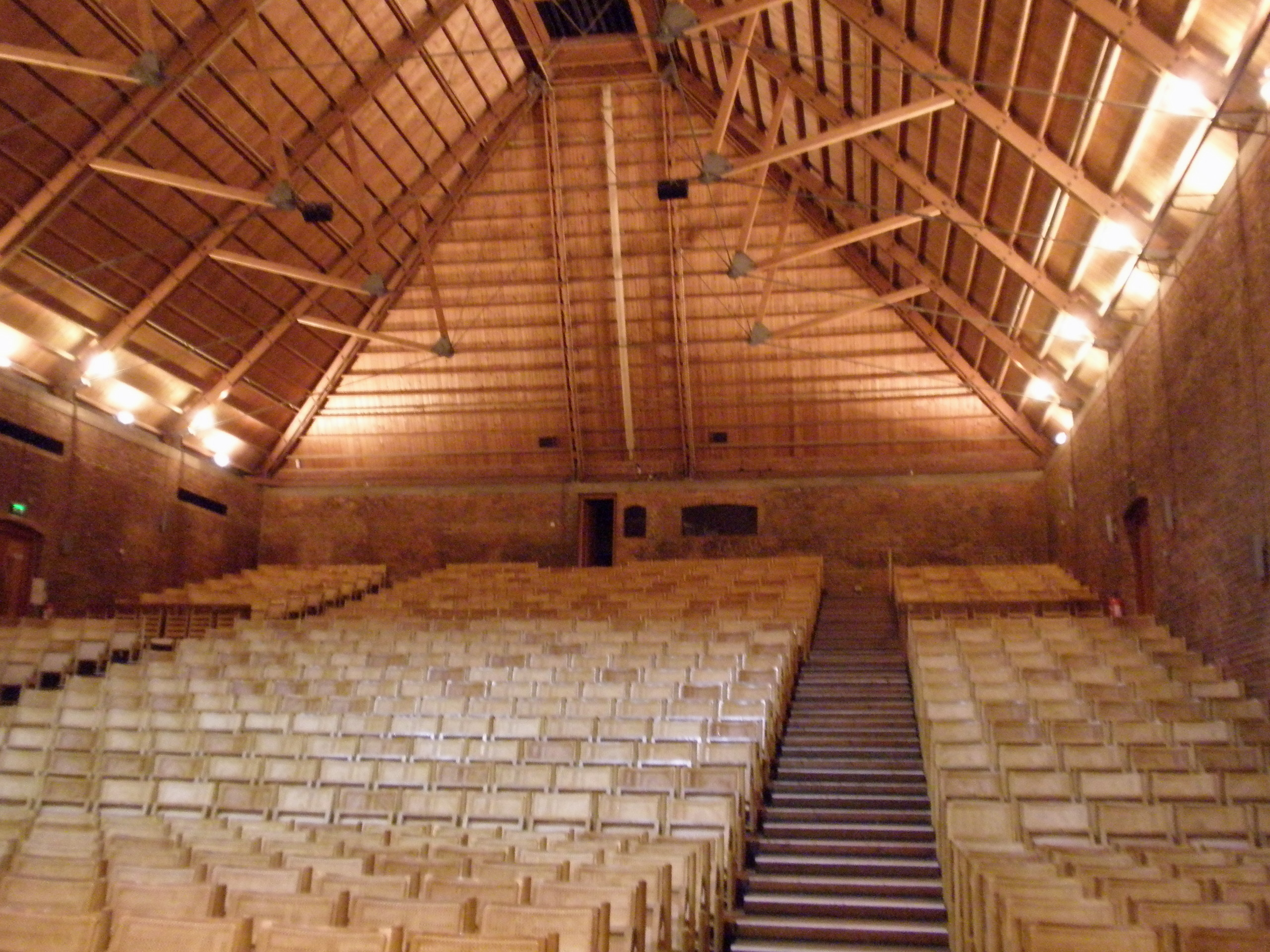
Sala de conciertos Snape Maltings, sede principal del Festival de Aldeburgh, fundado por Britten, Pears y Crozier.

Los compañeros compositores de Britten tenían opiniones divididas sobre él. Para Tippett era «sencillamente la persona más musical que he conocido», con una maestría técnica «increíble»; sin embargo, algunos contemporáneos eran menos efusivos. En opinión de Tippett, Walton y otros estaban convencidos de que Britten y Pears eran los líderes de una conspiración homosexual en la música, una creencia que Tippett tacha de ridícula, inspirada por los celos de los éxitos de Britten en la posguerra. Leonard Bernstein consideraba a Britten «un hombre en desacuerdo con el mundo», y dijo de su música: «Si la escuchas, no sólo superficialmente, te das cuenta de que hay algo muy oscuro». El tenor Robert Tear, que estuvo estrechamente relacionado con Britten en la última parte de la carrera del compositor, hizo una observación similar: «Había un gran, enorme abismo en su alma.... Se metió en el valle de la sombra de la muerte y no pudo salir».
En la década posterior a la muerte de Britten, su prestigio como compositor en Gran Bretaña se vio eclipsado en cierta medida por el de Tippett, que aún vivía. El cineasta Tony Palmer pensó que el ascenso temporal de Tippett podría deberse a las personalidades opuestas de ambos compositores: Tippett era más cálido y se había ganado menos enemigos. En cualquier caso, se trató de un fenómeno efímero; los seguidores de Tippett, como el compositor Robert Saxton, pronto redescubrieron su entusiasmo por Britten, cuyo público no dejó de aumentar durante los últimos años del siglo XX. Britten ha tenido pocos imitadores; Brett lo describe como «inimitable, poseedor de ... una voz y un sonido demasiado peligrosos para imitarlos». No obstante, tras su muerte, Britten fue alabado por la joven generación de compositores ingleses, para quienes, en palabras de Oliver Knussen, se convirtió en «una fenomenal figura paterna». Brett cree que Britten afectó en cierta medida a todos los compositores británicos posteriores: «Es una figura clave en el crecimiento de la cultura musical británica en la segunda mitad del siglo XX, y su efecto en todo, desde la ópera hasta la revitalización de la educación musical, es difícil de sobreestimar».

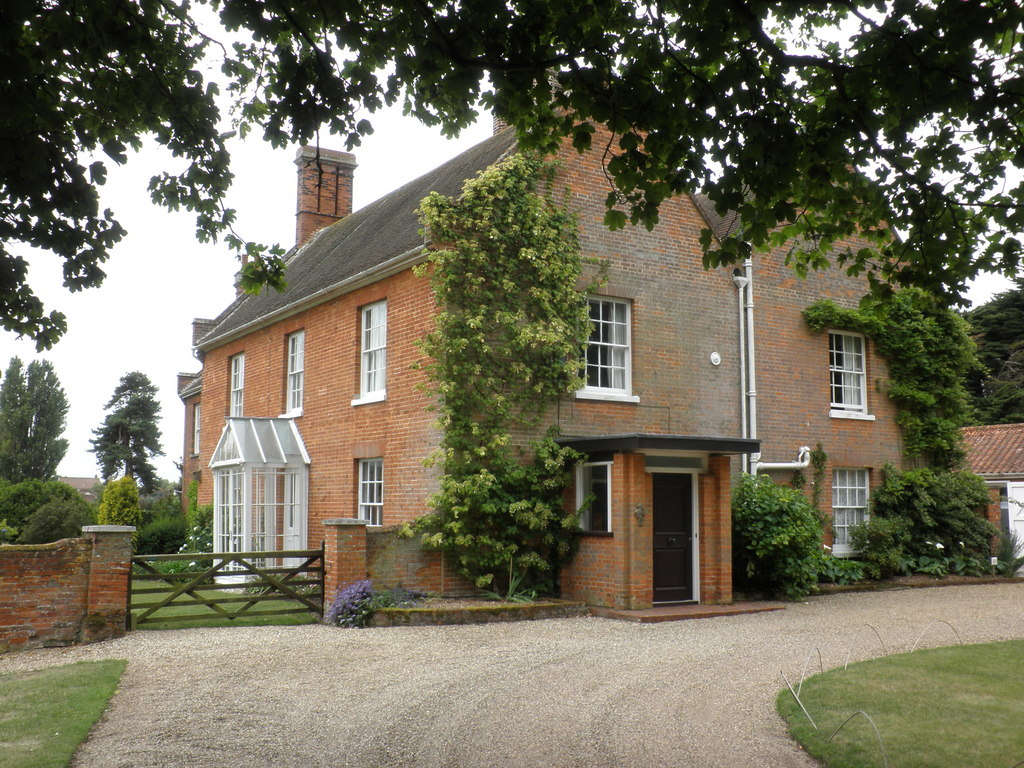
La Red House de Aldeburgh, donde Britten y Pears vivieron y trabajaron juntos desde 1957 hasta la muerte del compositor en 1976, se convirtió en la sede de la Fundación Britten-Pears.

Whittall cree que una de las razones de la perdurable popularidad de Britten es el «conservadurismo progresivo» de su música. En general, evitó la vanguardia y no desafió las convenciones como hicieron contemporáneos como Tippett. Quizá, dice Brett, «la marea que barrió el serialismo, la atonalidad y la mayoría de las formas de modernismo musical e introdujo el neorromanticismo, el minimalismo y otros modos de expresión relacionados con la tonalidad llevó consigo un renovado interés por los compositores que habían estado desfasados en el tiempo». Britten definió su misión como compositor en términos muy sencillos: los compositores deben aspirar a «complacer a la gente de hoy tan seriamente como podamos».
La Red House de Aldeburgh, donde Britten y Pears vivieron y trabajaron juntos desde 1957 hasta la muerte del compositor en 1976, es ahora la sede de la Fundación Britten-Pears, creada para promover su legado musical. En el año del centenario de Britten, su estudio en la Red House fue restaurado tal y como era en la década de 1950 y se abrió al público. El pajar reconvertido fue diseñado y construido por H. T. Cadbury-Brown en 1958 y fue descrito por Britten como una «obra magnífica». En junio de 2013 Janet Baker inauguró oficialmente el archivo Britten-Pears en un nuevo edificio en los terrenos de la Red House. La Benjamin Britten Music Academy de Lowestoft, fundada en honor del compositor, se terminó de construir en 1979; es una escuela diurna mixta de once a dieciocho años, vinculada a la Fundación Britten-Pears.

## Honores, premios y conmemoraciones

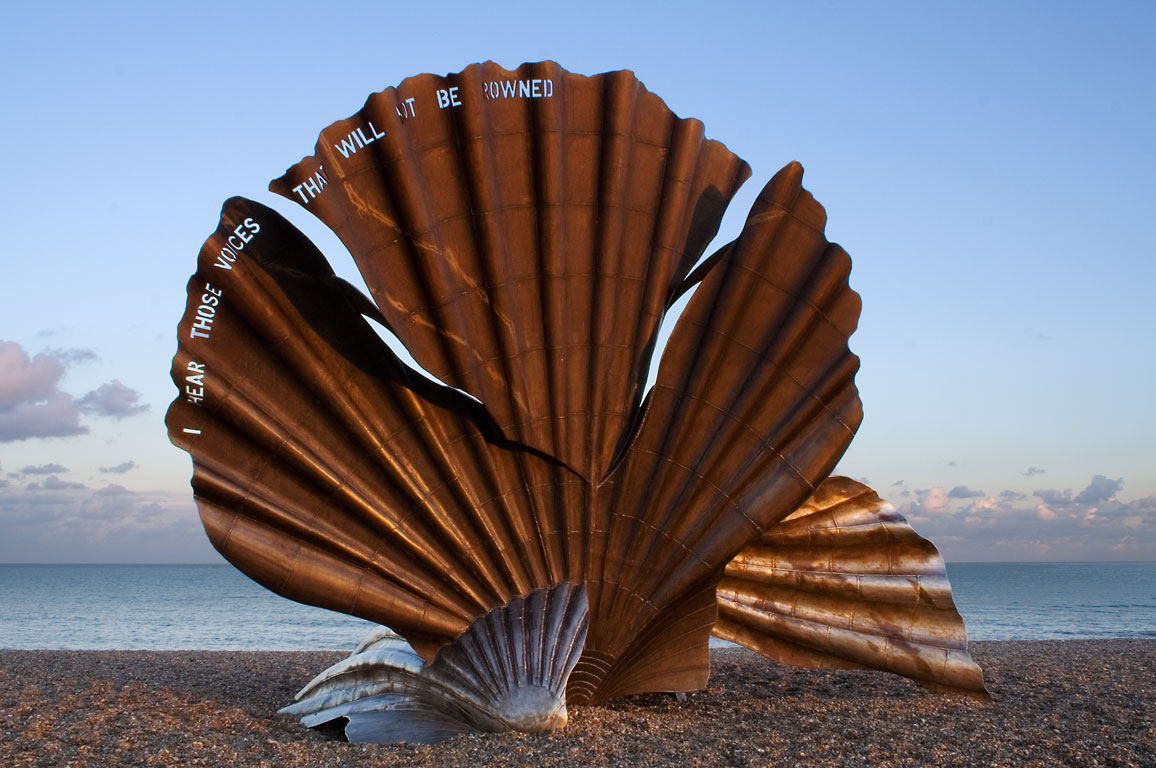
The Scallop (La vieira) de Maggi Hambling es una escultura dedicada a Benjamin Britten situada en la playa de Aldeburgh. En el borde de la concha están perforadas las palabras «I hear those voices that will not be drowned» (oigo esas voces que no serán ahogadas) de la ópera Peter Grimes.

Entre los honores de Estado concedidos a Britten figuran el nombramiento como miembro de la Orden de los Compañeros de Honor (Reino Unido) en 1953; comandante de la Real Orden de la Estrella Polar (Suecia) en 1962; la Orden del Mérito (Reino Unido) en 1965; y un título de noble vitalicio (Reino Unido) en julio de 1976, tomó el título de barón Britten, de Aldeburgh en el condado de Suffolk. Recibió títulos honoríficos y becas de diecinueve conservatorios y universidades de Europa y América. Entre sus galardones, figuran el premio hanseático Goethe (1961); el premio Aspen, Colorado (1964); la medalla de oro de la Royal Philharmonic Society (1964); el premio Wihuri Sibelius (1965); la medalla Mahler (Bruckner and Mahler Society of America, 1967); el premio musical Léonie Sonning (Dinamarca, 1968); el premio Ernst von Siemens (1974); y el premio Ravel (1974). Entre los premios concedidos a obras individuales, figuran el International Rostrum of Composers en 1961 de la Unesco por El sueño de una noche de verano, y los premios Grammy en 1963 y 1977 por el Réquiem de guerra.
En 1977, el Comité de Topónimos Antárticos del Reino Unido puso nombre a la ensenada Britten de la isla Alejandro I en la Antártida en su honor. En 1978 se descubrió una lápida conmemorativa de Britten en la nave norte del coro de la Abadía de Westminster. Hay placas conmemorativas suyas en tres de sus domicilios londinenses: 173 Cromwell Road, 45a St John's Wood High Street  y 8 Halliford Street en Islington. El 15 de febrero de 1983, Edward L. G. Bowell, desde la Estación Anderson Mesa, descubrió un asteroide que forma parte del cinturón de asteroides y al que nombró como (4079) Britten. En 2001, el rosalista David Austin consiguió un cultivar de rosa al que denominó Rosa 'Benjamin Britten'. En abril de 2013 Britten fue honrado por el Royal Mail en el Reino Unido, como una de las diez personas seleccionadas como temas para la emisión de sellos postales conmemorativos de «Grandes Británicos».
Otros creadores han rendido homenaje a Britten. En 1970 Walton compuso Improvisations on an Impromptu of Benjamin Britten, basada en un tema de su Concierto para piano. Entre las obras que conmemoran a Britten figuran Cantus in Memoriam Benjamin Britten, una pieza orquestal escrita en 1977 por Arvo Pärt, y Variations on a Theme of Benjamin Britten, de Sally Beamish, basada en el segundo Sea Interlude de Peter Grimes; la obra la compuso para conmemorar el centenario del compositor. Alan Bennett representó a Britten en una obra de 2009, The Habit of Art, ambientada mientras componía Muerte en Venecia y centrada en un encuentro ficticio entre Britten y Auden. El papel de Britten en el estreno corrió a cargo de Alex Jennings.
Tony Palmer realizó tres películas documentales sobre él: Benjamin Britten & his Festival (1967); A Time There Was (1979); y Nocturne (2013). En 2019, el Réquiem de guerra fue seleccionado por la Biblioteca del Congreso de Estados Unidos para su conservación en el National Recording Registry por ser «cultural, histórica y estéticamente significativo».
En abril de 2022, el locutor y autor de libros infantiles Zeb Soanes puso en marcha un proyecto para conmemorar a Britten en Lowestoft. El escultor Ian Rank-Broadley inauguró una maqueta de la estatua de Britten de niño. En enero de 2024 se habían recaudado 89 000 libras del objetivo de 110 000.

### Centenario
En septiembre de 2012, para conmemorar el próximo centenario del compositor, la Fundación Britten-Pears puso en marcha «Britten 100», una colaboración de las principales organizaciones de las artes escénicas, la edición, la radiodifusión, el cine, el mundo académico y el patrimonio. Entre los actos se incluyó el estreno de un largometraje Benjamin Britten - Peace and Conflict  y una exposición sobre el centenario en la British Library. La Royal Mint emitió una pieza de cincuenta peniques para conmemorar el centenario, la primera vez que un compositor apareció en una moneda británica.
Las representaciones del Réquiem de guerra con motivo del centenario se llevaron a cabo en dieciocho lugares de Gran Bretaña. Entre las producciones de ópera figuran Owen Wingrave en Aldeburgh, Billy Budd en Glyndebourne, Muerte en Venecia en la English National Opera, Gloriana en la Royal Opera y Peter Grimes, Muerte en Venecia y El sueño de una noche de verano en la Opera North. Peter Grimes se representó en la playa de Aldeburgh, inaugurando el Festival de Aldeburgh de 2013 en junio de 2013, con Steuart Bedford al frente y cantantes del Coro de Opera North y del Coro de la Guildhall School of Music and Drama, descrito por The Guardian como «un logro notable y seguramente irrepetible».
A escala internacional, el aniversario se celebró con representaciones del Réquiem de guerra, Peter Grimes y otras obras en cuatro continentes. En Estados Unidos, los actos del centenario se describieron como «de costa a costa», con un festival Britten en el Carnegie Hall y representaciones en la Filarmónica de Nueva York, la Metropolitan Opera House y la Ópera de Los Ángeles.